# 垂直哥特式建筑
垂直哥特式建筑（英語：Perpendicular Gothic architecture），又称垂直式（Perpendicular）、直线式（Rectilinear）、第三尖拱式（Third Pointed），英格兰王国中世纪后期出现的建筑风格，常归类为英格兰哥特式建筑的第三阶段，亦即最终阶段，是14至17世纪英格兰哥特式建筑的主流风格，而且是英格兰所独有。在18世纪以后出现的哥德復興式浪潮中，垂直哥特式也首先迎来二度流行。
垂直式风格的特征有：大开窗，窗格几乎占满整个立面，并以四心拱结构更显宽广平缓，窗花格线条横平竖直，直抵窗楣，拱形镶板在立面上规律排列，和窗格图案相接连，形成一道道的纵贯垂直线。拱顶轮廓宽扁，多用罩式线脚、枝肋拱顶、扇形拱顶结构，显得华丽繁复。
最早的垂直哥特式建筑是伦敦舊聖保羅座堂的教士会礼堂，由威廉·德拉姆齐于1332年设计。格洛斯特座堂的圣所（约1337–1357）和14世纪晚期的回廊是早期垂直哥特式建筑的典例。早期流行的枝肋拱顶逐步发展为扇形拱顶，最初可见于14世纪晚期的赫里福德座堂教士会礼堂、格洛斯特座堂回廊，接着是剑桥大学国王学院礼拜堂（1446–1461）和西敏寺的亨利七世礼拜堂（约1503–1512）。

## 历史

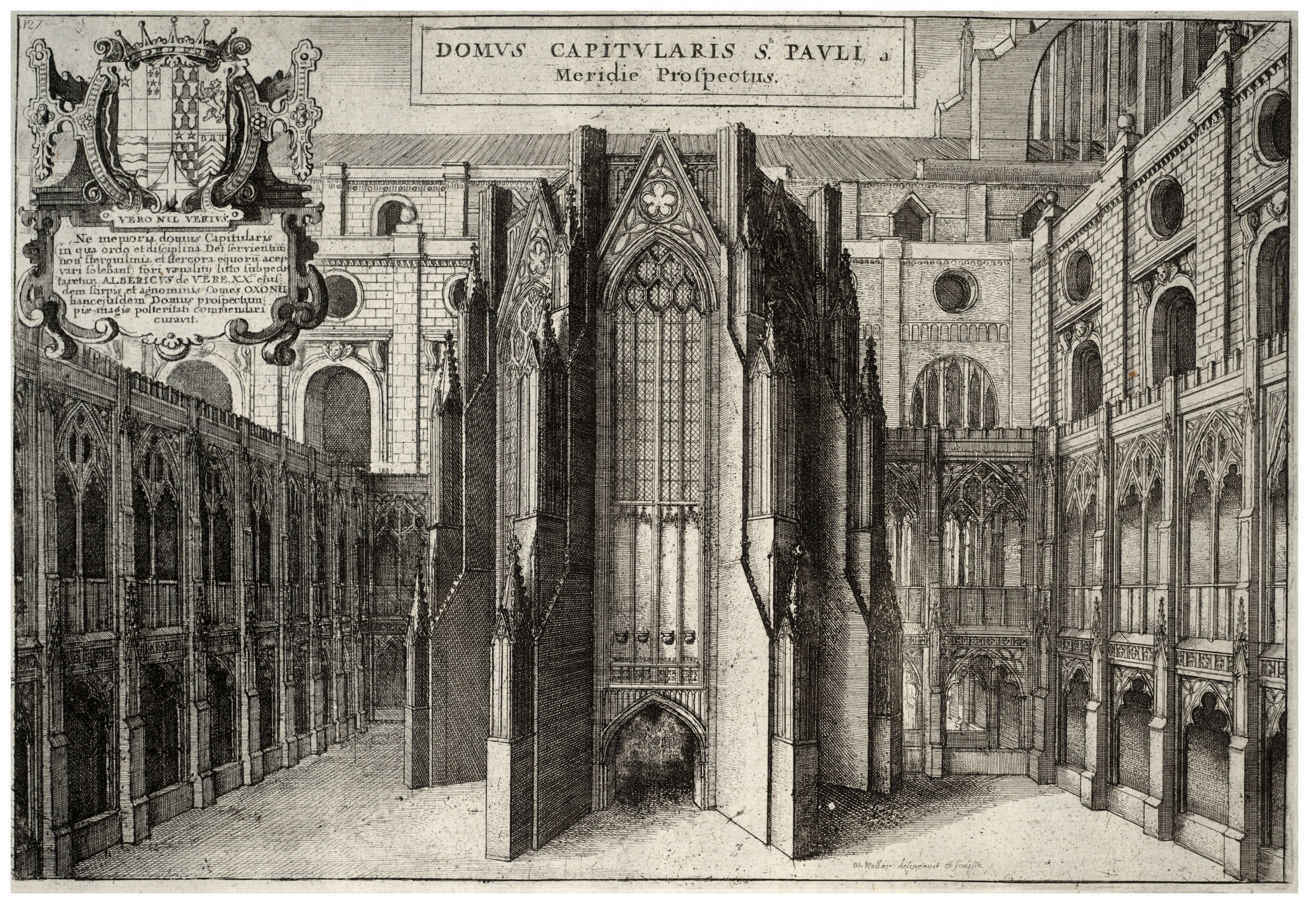
伦敦舊聖保羅座堂的教士会礼堂，是最早的垂直哥特式建筑，由威廉·德拉姆齐于1332年设计

英国建筑史学家托马斯·里克曼将不列颠群岛的哥特式建筑分为三个历史时期，垂直哥特式是继早期哥特式、盛饰式之后的第三阶段，也是最后阶段，盛行于理查二世至亨利八世统治时期。15世纪起，这种风格主要因统治英格兰的都铎王朝而以“都铎式”为名，后来就逐步在伊丽莎白一世在位期间由文艺复兴建筑和伊麗莎白式建築取代。里克曼没有将亨利八世身后16世纪晚期至17世纪早期的新建筑划入这一分期，他将这一时期的建筑风格以“加建、重建”概括，形容这些建筑“往往大为退化”。

### 起源
传统说法认为，垂直哥特式风格是起源自14世纪的格洛斯特。1906年，威斯敏斯特大教堂建筑总监威廉·莱瑟比提出，垂直式风格应起源于金雀花王朝时期的伦敦。根据20世纪建筑史学家约翰·哈维的研究，史上首座垂直哥特式风格的建筑是旧圣保罗座堂的八角形教士会礼堂。教士会礼堂由威廉·德拉姆齐主持，他也参与了圣斯蒂芬礼拜堂的早期设计。他将会堂窗户的中梃向下延长，并在窗户的顶拱引入四心拱设计，这两者皆是垂直式风格的典型特征。会礼堂连同旧圣保罗座堂皆毁于1666年伦敦大火。21世纪初，现圣保罗座堂南侧园地翻新后，特地将彼时教士会礼堂的地基轮廓铺平成了一处小广场。
和约翰·哈维同时期的学者亚历克·克利夫顿-泰勒提出了另一个较早的垂直式风格例子——金雀花王朝时期威斯敏斯特宫的圣斯蒂芬礼拜堂，是爱德华一世国王参照巴黎聖禮拜堂而建，其工程相当漫长，1292年动工，至1348年才完工，现主体结构已不存，仅余地窖。早期，礼拜堂的建筑师是坎特伯雷的迈克尔，1323年又由其子托马斯承其业。威廉·德拉姆齐也参与了礼拜堂的早期设计。圣斯蒂芬礼拜堂外部窗户的中梃从窗洞向下延伸，内部由垂直镶板组成盲窗格，镶板的顶部呈尖簇状或硬朗折角。这些设计都成为垂直式风格的典型作法。

### 成为主流

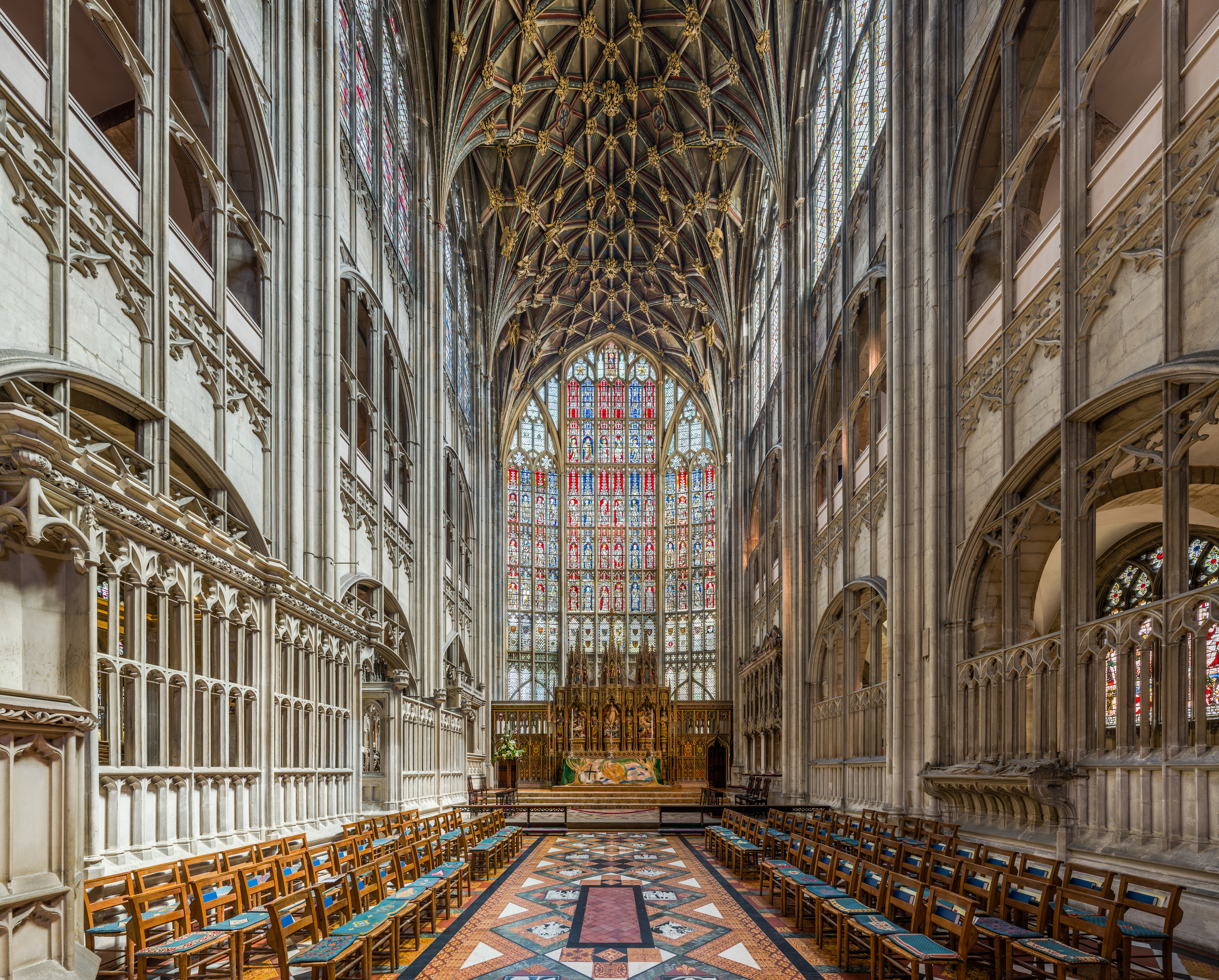
格洛斯特座堂圣所 (教堂)（约1337–1357）

格洛斯特座堂是首个应用垂直式设计的大型教堂，最早应用在唱诗厅在1337年至1350年的重建设计中。格洛斯特座堂在当时仍是本笃会的一个修道院礼拜堂，到16世纪亨利八世解散修道院才改为主教座堂。唱诗厅原有的11世纪墙面得到保留，惟在其上增建了火焰式风格的中梃和镶板。其东窗采用都铎式拱顶结构，开窗面积颇大，玻璃几乎填满整个墙面，窗花格的线条与墙面装饰线条保持一致。
自爱德华三世统治时期起，垂直式设计成为宫廷建筑的主流，在温莎城堡翻修期间大量运用，例如在主任牧师回廊（Dean's Cloister）、钟楼门廊（Aerary Porch）都可见到留存至今的早期垂直哥特式作法，包括盲窗花格、枝肋拱顶等。
14世纪晚期，垂直式风格趋于成熟，建筑师又以亨利·伊夫利和威廉·温福德为代表。伊夫利参与诸多王家建筑的设计，包括威斯敏斯特厅、波切斯特城堡，以及西敏寺和坎特伯雷座堂的中殿。温福德则为温彻斯特主教威克姆的威廉效力，设计了溫徹斯特座堂中殿，亦设计了威廉所创立之牛津大学新学院、温彻斯特公学的建筑。到15世纪之初，垂直式风格已在英格兰广为传播。

### 晚期变化
亨利六世为人虔诚，他在位期间，宫廷建筑趋于简朴。这种简朴的设计应用于了当时所建的剑桥大学国王学院礼拜堂、伊顿公学之中，盖因后世不断增修装饰，最初的简朴风格已难以分辨。
15世纪晚期，主流风格又逐渐转向繁复。尤其是1485年都铎王朝统治时期起，宫廷尤为青睐欧陆式的繁复设计，主持修建了许多宏伟的大拱顶结构，后世归类为晚期垂直哥特式风格。例如彼得伯勒座堂、剑桥大学国王学院礼拜堂的扇形拱顶，牛津大学基督堂座堂（时为圣弗丽德丝维德修道院礼拜堂）、西敏寺亨利七世礼拜堂的悬吊式拱顶，以及温莎城堡圣乔治礼拜堂的枝肋拱顶。约翰·哈维认为这种风格可单独称“都铎哥特式”，但未为学界所接受。
伊丽莎白一世在位期间，由文艺复兴建筑和伊麗莎白式建築取代。在18世纪以后出现的哥德復興式浪潮中，垂直哥特式也是首先迎来二度流行的一种风格。

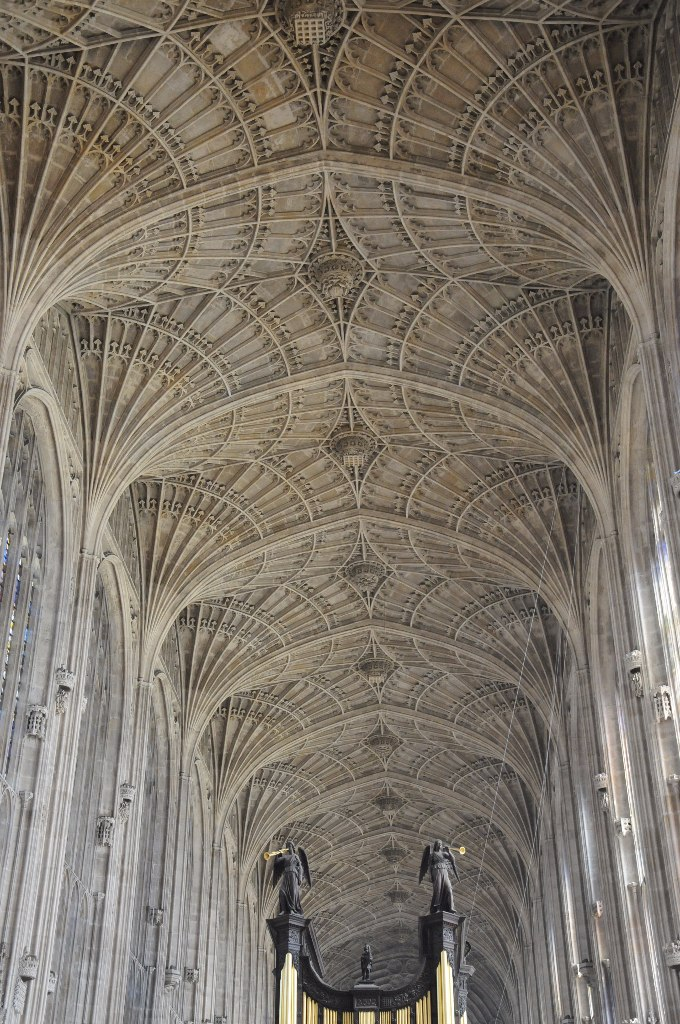
剑桥大学国王学院礼拜堂，扇形拱顶
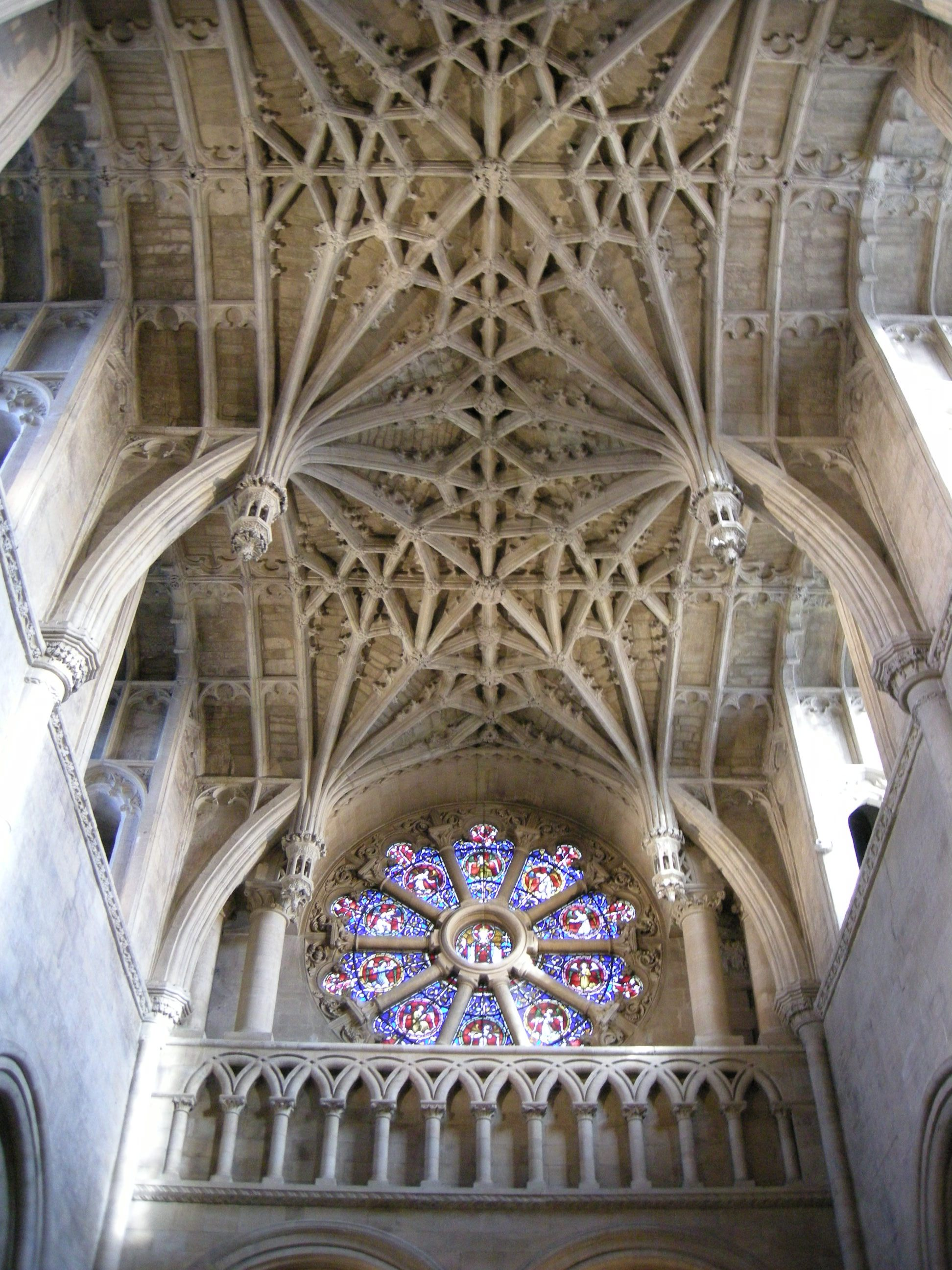
牛津大学基督堂座堂，悬吊式拱顶
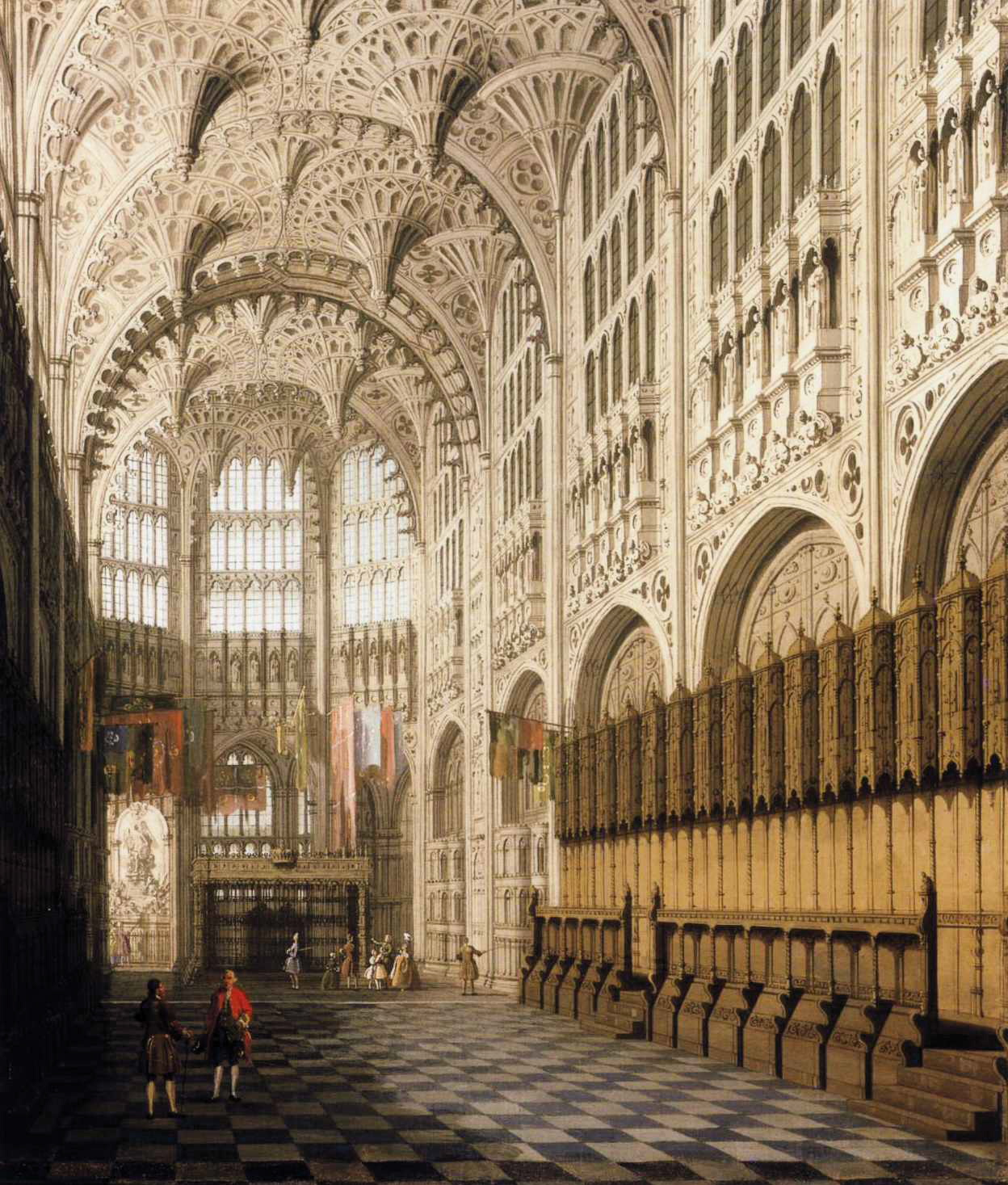
西敏寺亨利七世礼拜堂，悬吊式拱顶，卡纳莱托绘
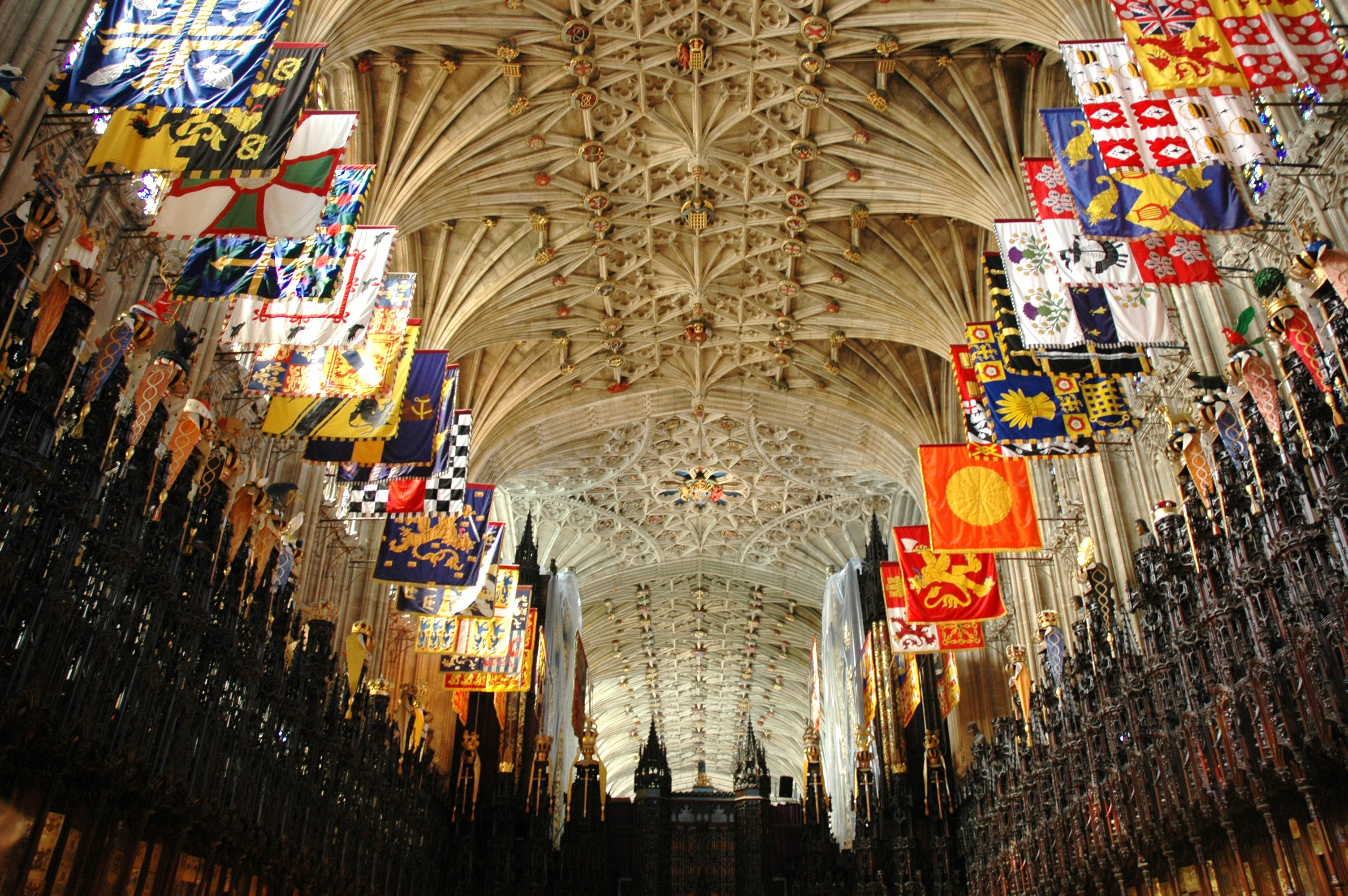
温莎城堡圣乔治礼拜堂，枝肋拱顶

## 特征
- 塔楼：异常高耸，常有垛口设计。尖顶设计相对少见。塔角修建扶壁。垂直哥特式塔楼的范例有約克座堂塔楼、格洛斯特座堂塔楼[21]。
- 彩窗：开窗面积非常大，几乎铺满整个立面。为了维持稳定，通常修有水平方向的窗棂，称为横楣（transom）[22]。
- 窗花格：是垂直哥特式风格的标志装饰，横平竖直、简洁利落，装饰上主要有三种风格：棱角网格式，主要流行于英格兰西部；镶板式，主要流行于东部；宫廷式，侧窗内大量运用倒置匕首形装饰的次级拱[23]。同时，在墙面大量运用盲窗格，和窗花格线条相呼应[21]，连成一体，形成一道道垂直线的观感。
- 屋顶：缓坡形，常用铅版制作。内部的木框架常裸露在屋内，并且有装饰性的支撑结构。一些高规格建筑使用悬臂梁（英语：hammerbeam roof）结构。
- 拱顶：设计精致，装饰繁复。一般是扇形或枝肋式，并可再加建悬吊装饰，称悬吊式。由于装饰过多，外部需建更粗大的扶壁承担重量[21]。
- 立柱：常为八边形轮廓，有八边形柱头、柱基。在大教堂中，常见束柱设计（shafting），柱身外延至柱头之上，从而在立面上形成垂直方向的统一线条。柱头常装饰有模压或雕刻的橡树叶纹、盾形及纹章符号托架（corbels），或是都铎玫瑰纹章[24]。晚期装饰相对较简洁。
- 拱结构：窗户、窗花格、拱顶、门廊都常用四心拱、都铎拱结构，但双心拱（英语：two-centred arch）自始至终一直是主流。
- 木雕：内部常有华丽的木雕装饰，尤其是唱诗班席最为常见，长椅末端常雕有被称为“罂粟头”（poppy heads）的怪诞雕像[24]。随着讲道活动增多，讲坛和长椅亦更为常见。出现专人捐建的小礼拜堂（chantry chapel）空间，可以是主体延伸加建，也可能和主体区隔开。

## 范例
- 威斯敏斯特宫：威斯敏斯特厅，圣斯蒂芬礼拜堂（主体不存）
- 旧圣保罗座堂：教士会礼堂（不存）
- 格洛斯特座堂
- 赫里福德座堂：教士会礼堂（不存）
- 溫莎城堡：圣乔治礼拜堂、主任牧师回廊
- 西敏寺：中殿、亨利六世礼拜堂、亨利七世礼拜堂、回廊（经大规模修复）
- 溫徹斯特座堂：西立面、中殿（翻修）、回廊（翻修）
- 坎特伯雷座堂：中殿、回廊、教士会礼堂（重修）、西南塔楼、哈里鐘塔（Bell Harry Tower）、基督堂门（Christ Church Gate）
- 牛津大学新学院
- 温彻斯特公学
- 剑桥大学国王学院礼拜堂
- 伊顿公学：礼拜堂等
- 诺里奇座堂：回廊、唱诗厅高窗、拱顶、尖塔
- 約克座堂：唱诗厅、后唱诗厅、塔楼
- 达勒姆座堂：中塔楼
- 塔特歇爾城堡及圣三一协同教堂
- 考文垂座堂（毁于第二次世界大战）
- 牛津大学莫德林学院
- 牛津大学基督堂学院：基督堂座堂拱顶，湯姆方庭（未完工）
- 聖馬利亞協同教堂：唱诗厅、博福特礼拜堂
- 彼得伯勒座堂：新楼（后唱诗厅）
- 莫爾文大教堂（中殿拱廊除外）
- 梅尔罗斯修道院：长老会厅
- 朗梅爾福德圣三一堂（英语：Holy Trinity Church, Long Melford）
- 巴斯修道院
- 曼彻斯特座堂
- 漢普敦宮（受早期文艺复兴风格影响）

## 图册

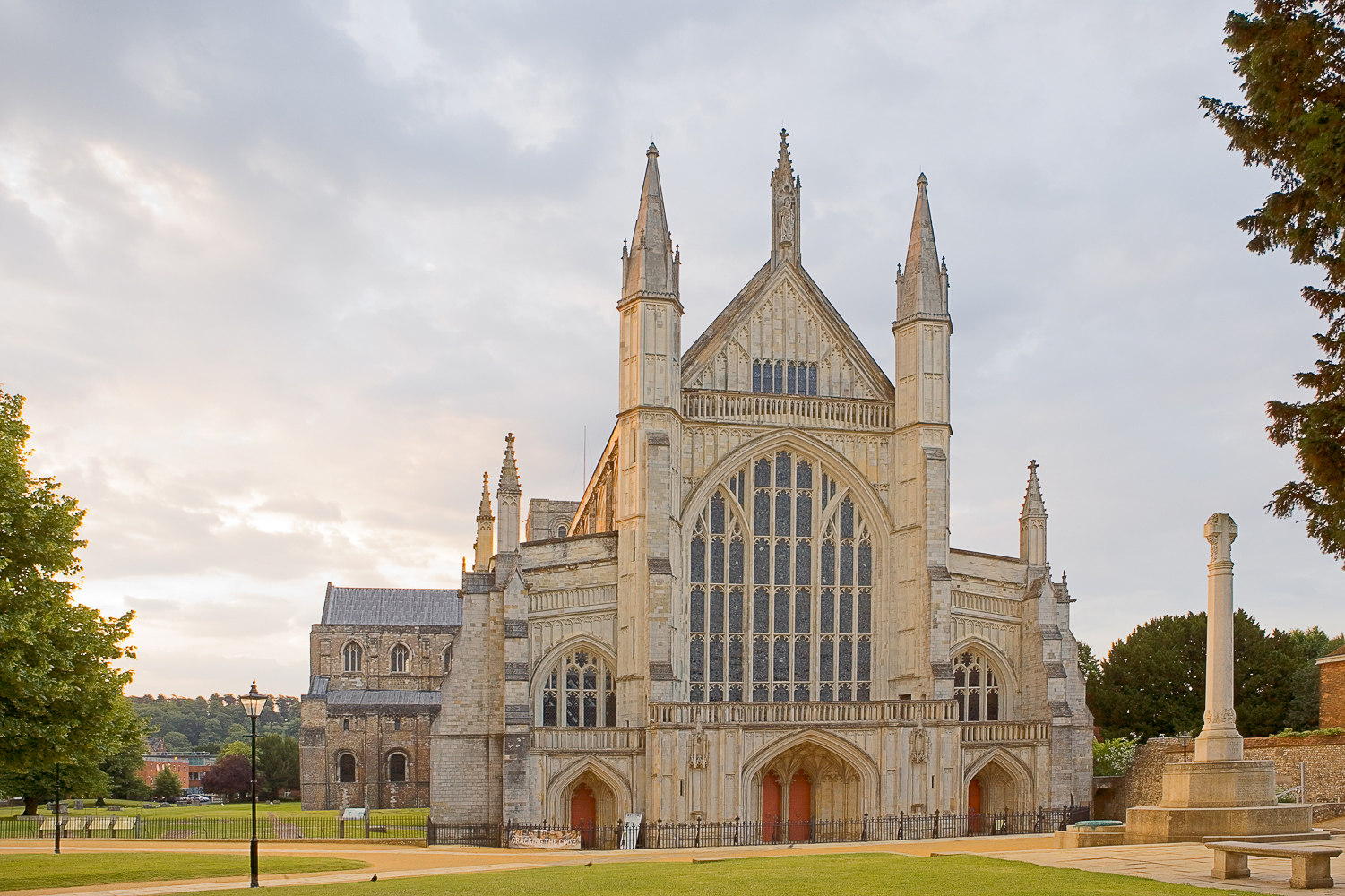
溫徹斯特座堂西立面
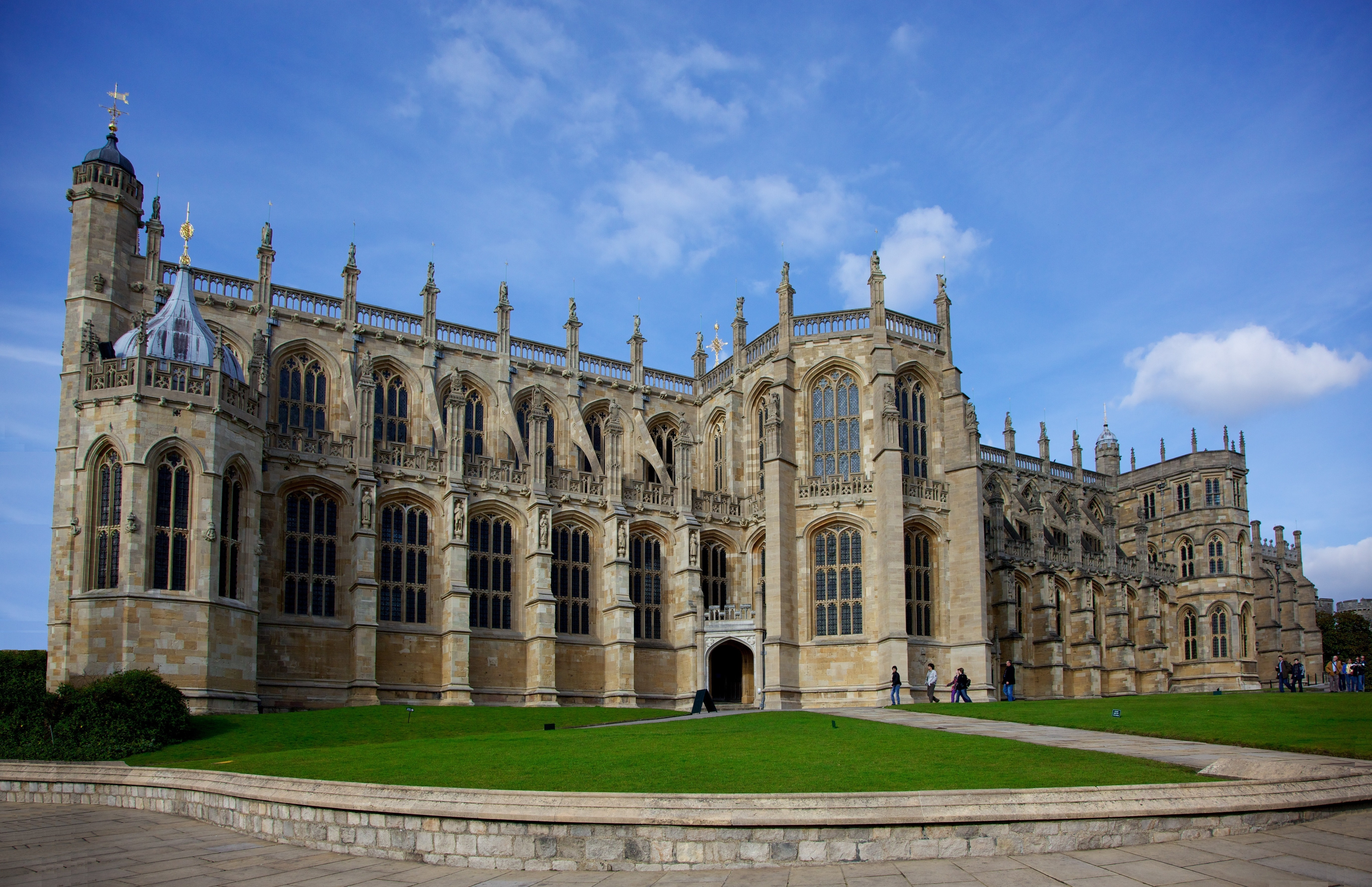
圣乔治礼拜堂
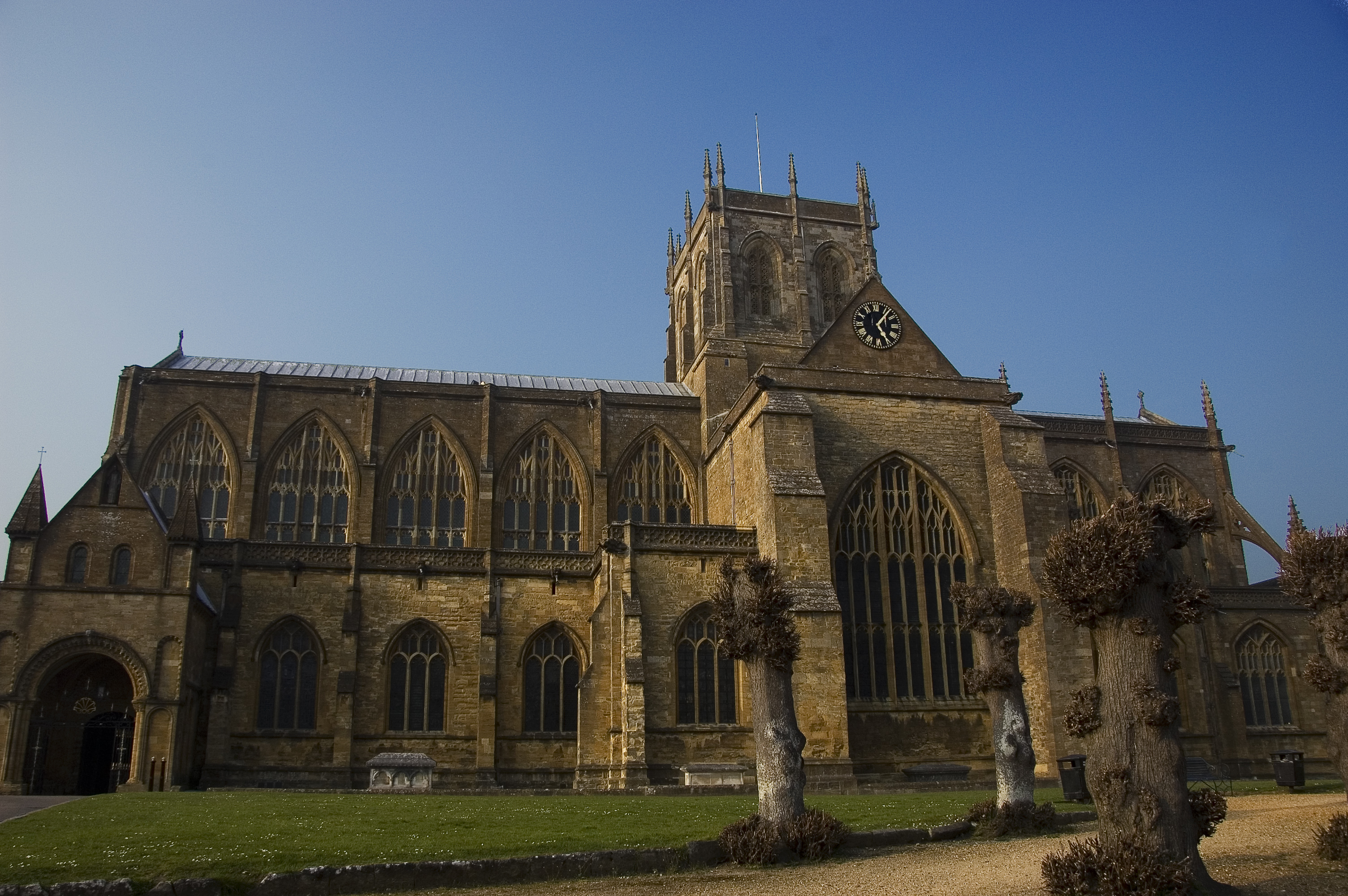
謝爾本大教堂
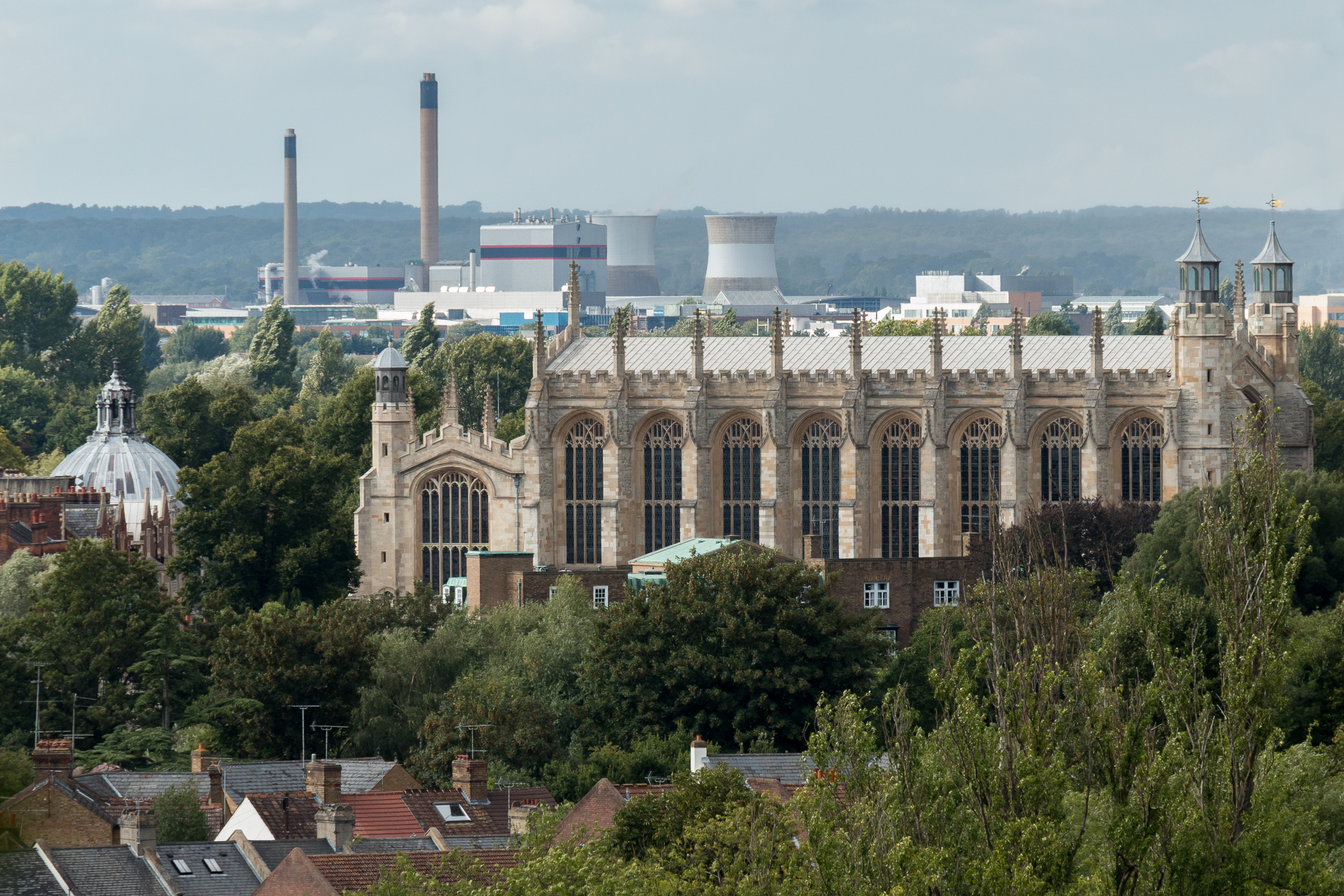
伊顿公学礼拜堂
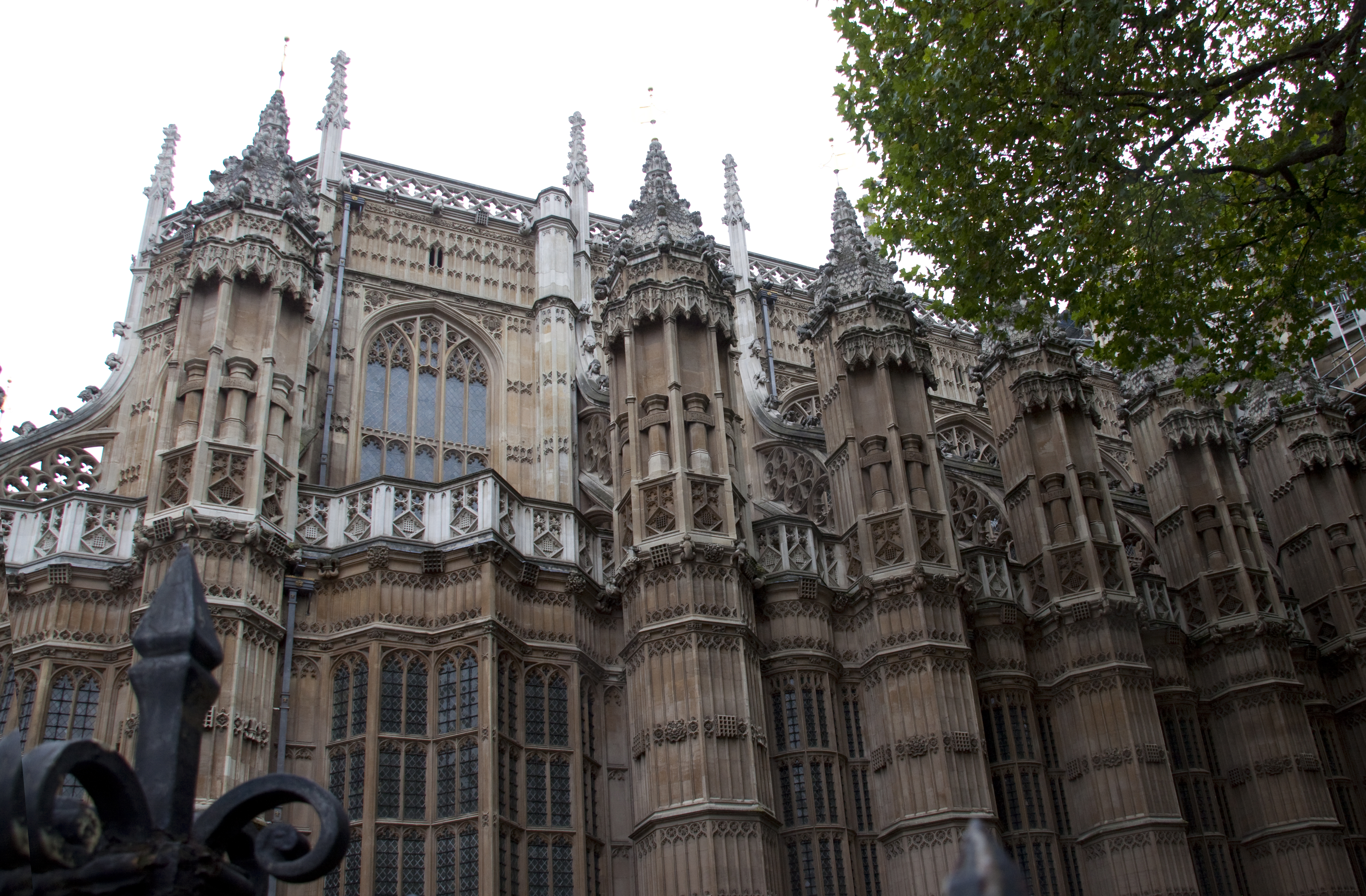
西敏寺亨利七世礼拜堂，窗花格、盲板设计
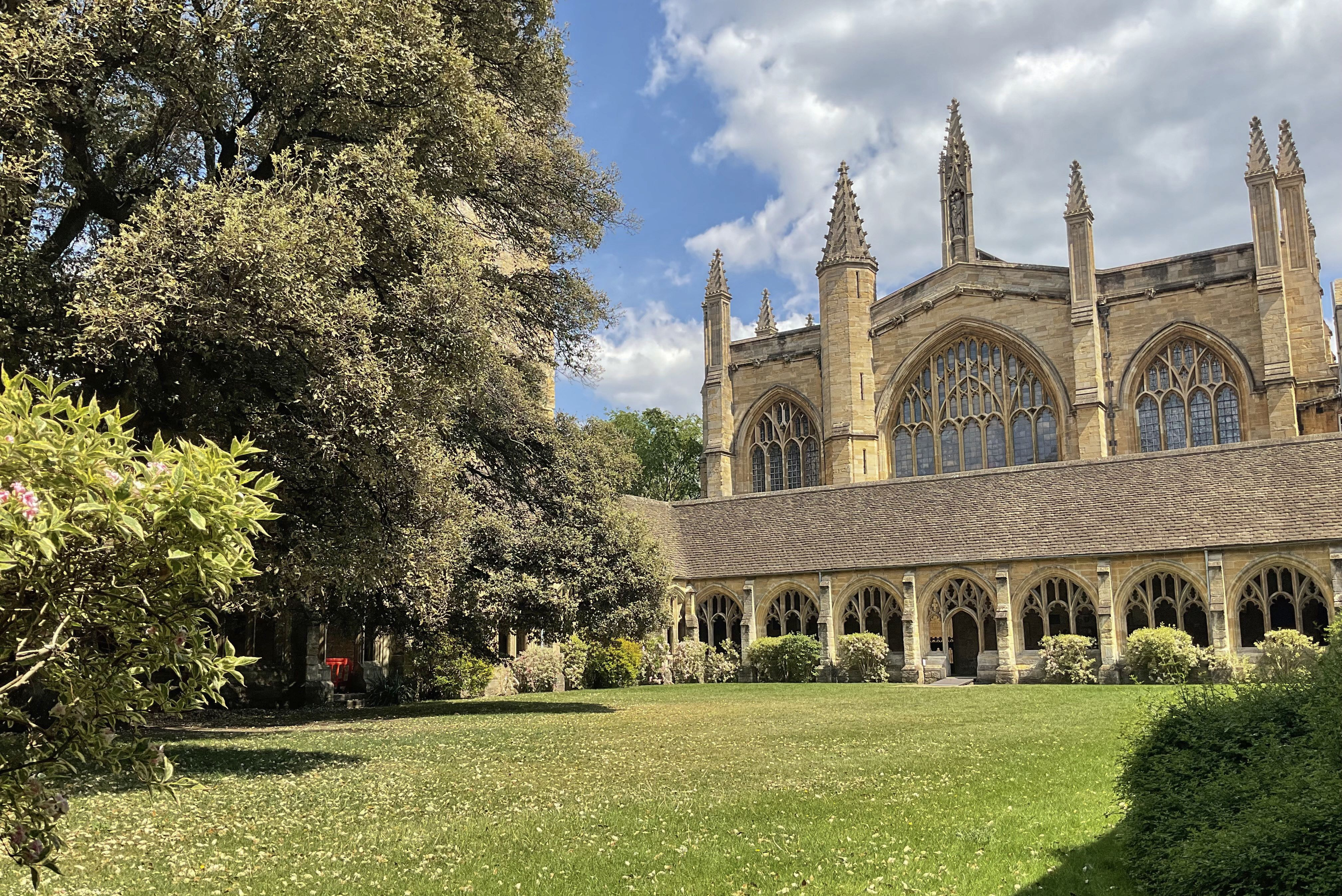
牛津大学新学院
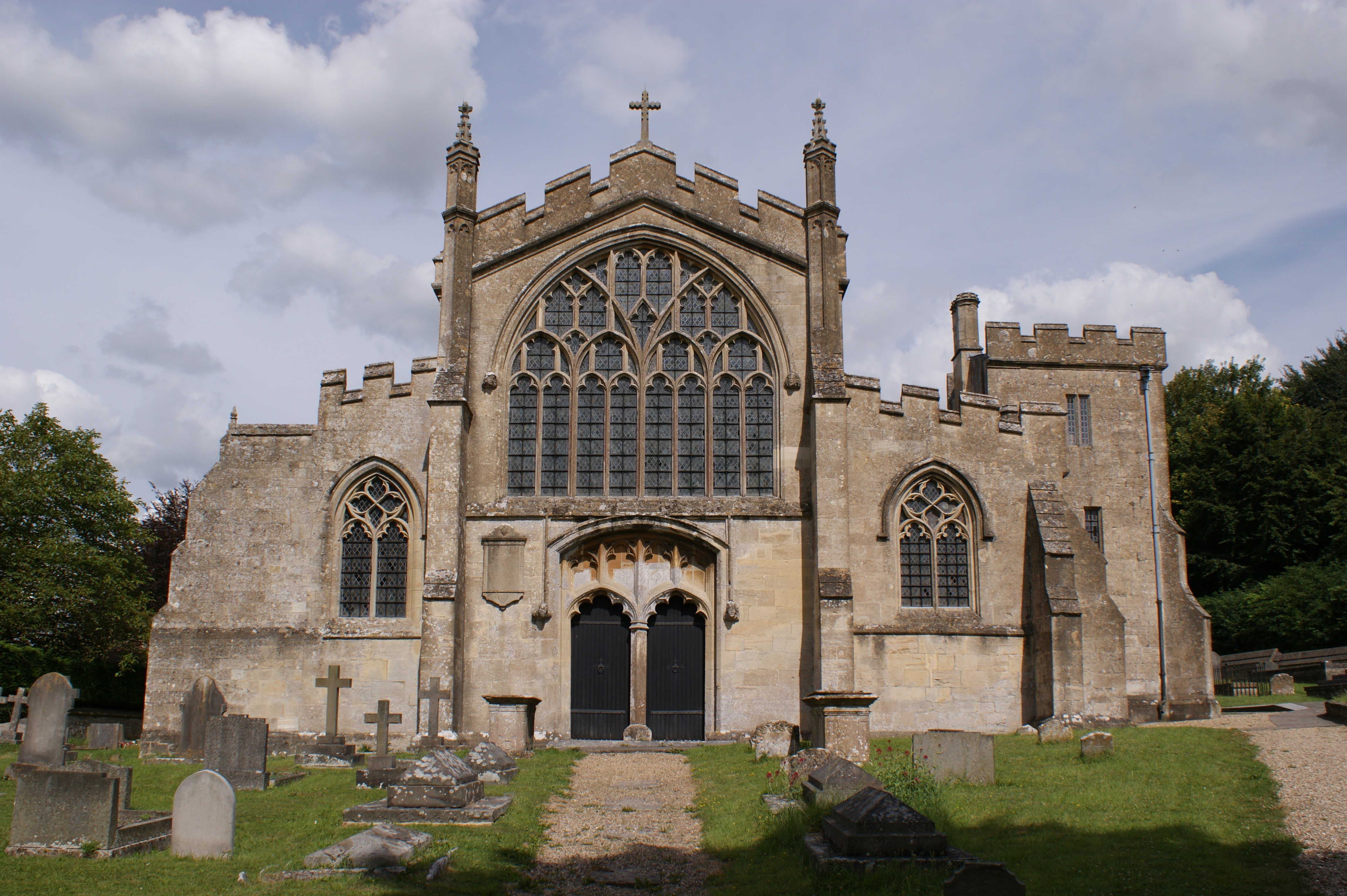
埃丁顿修道院（英语：Edington Priory）西立面，盛饰式和垂直式复合
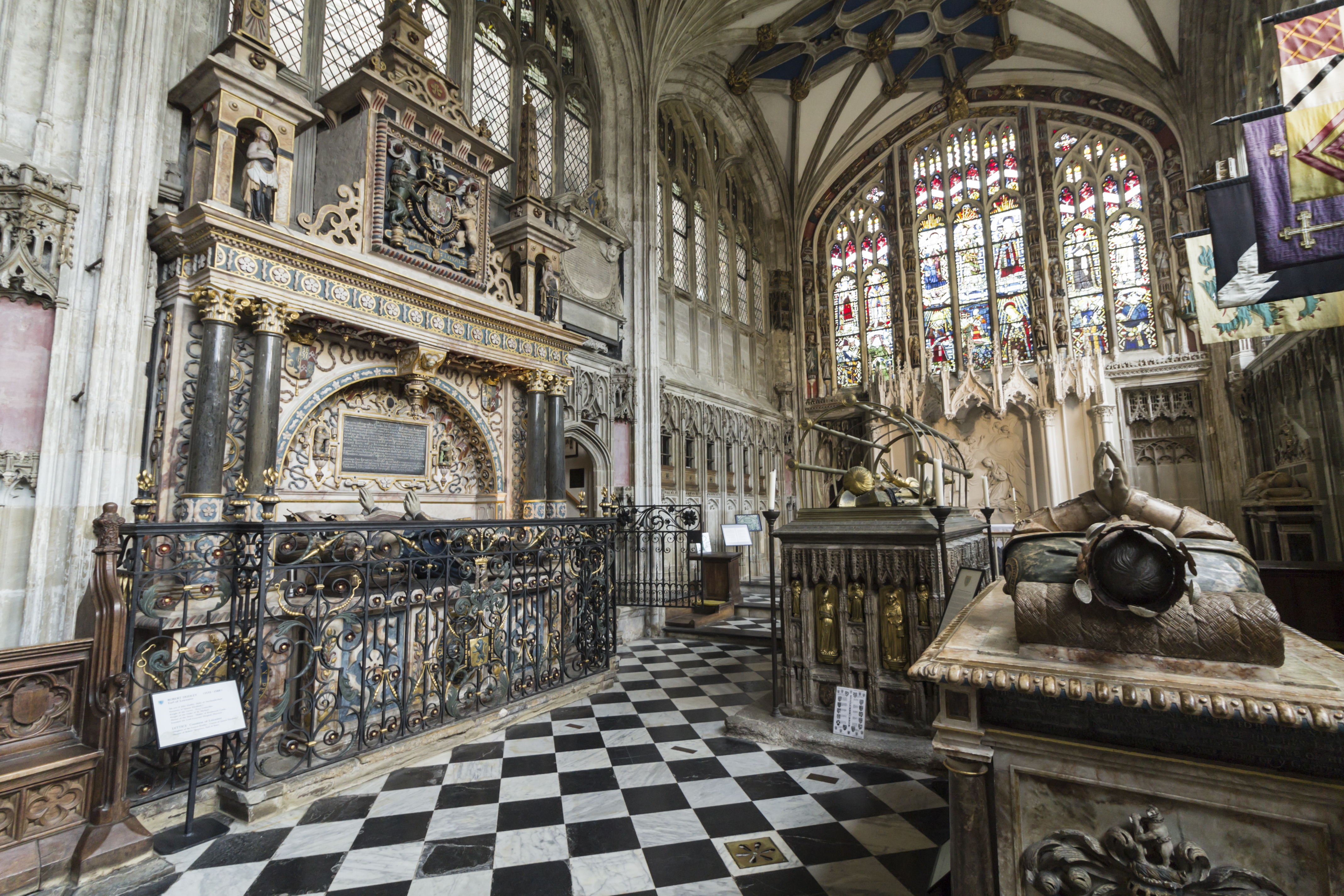
聖馬利亞協同教堂比彻姆礼拜堂
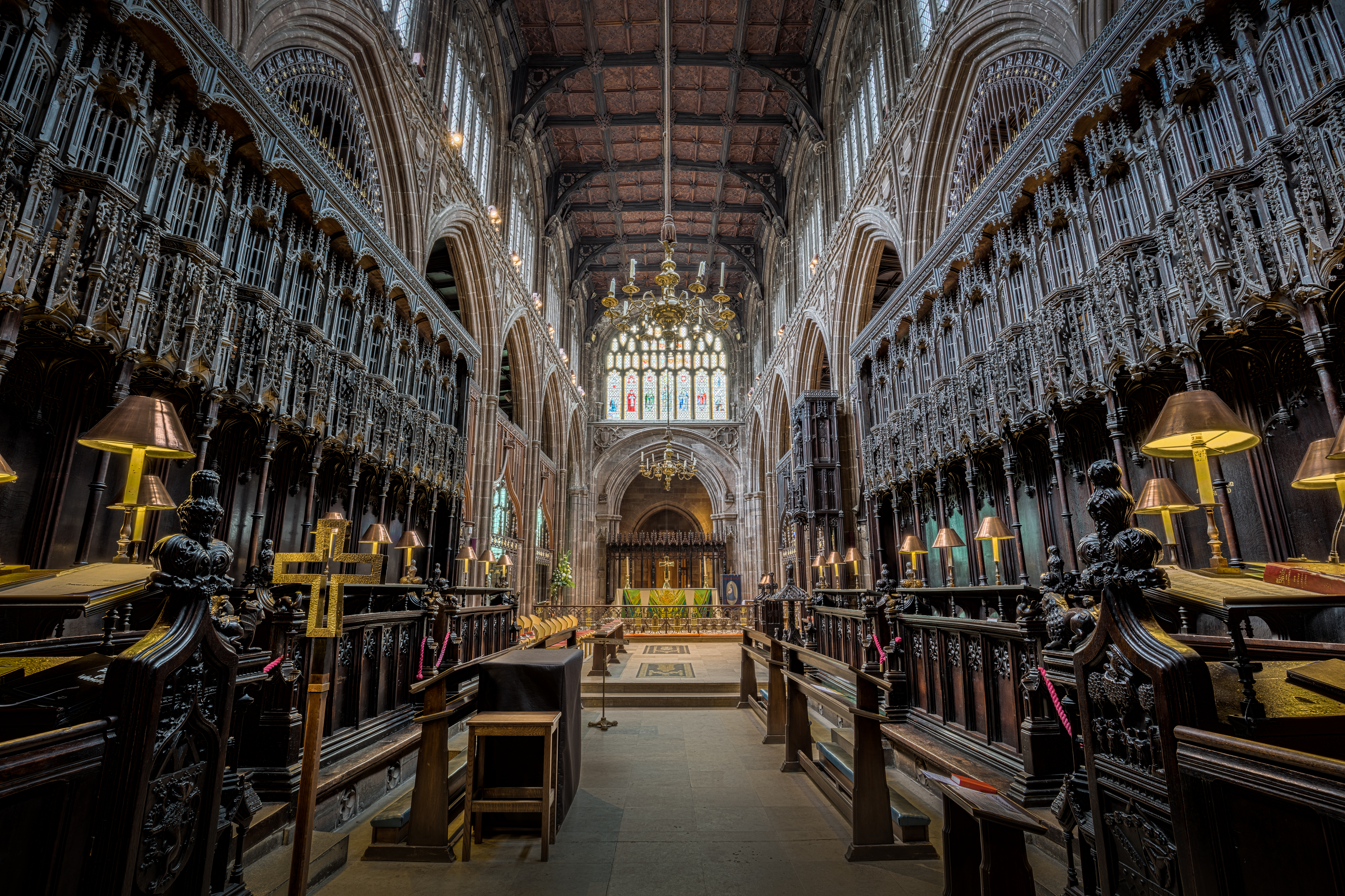
曼彻斯特座堂
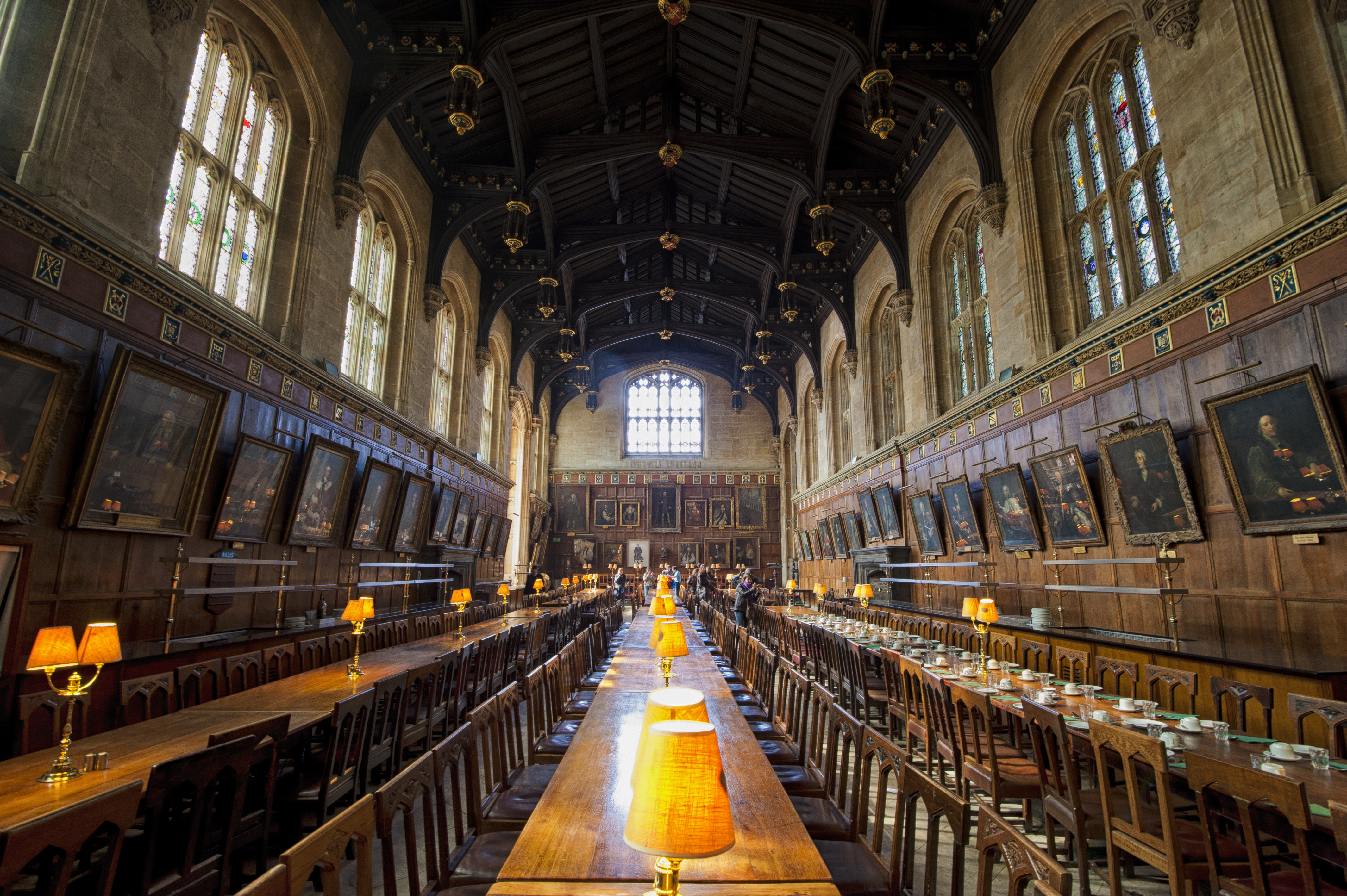
牛津大学基督堂学院大厅
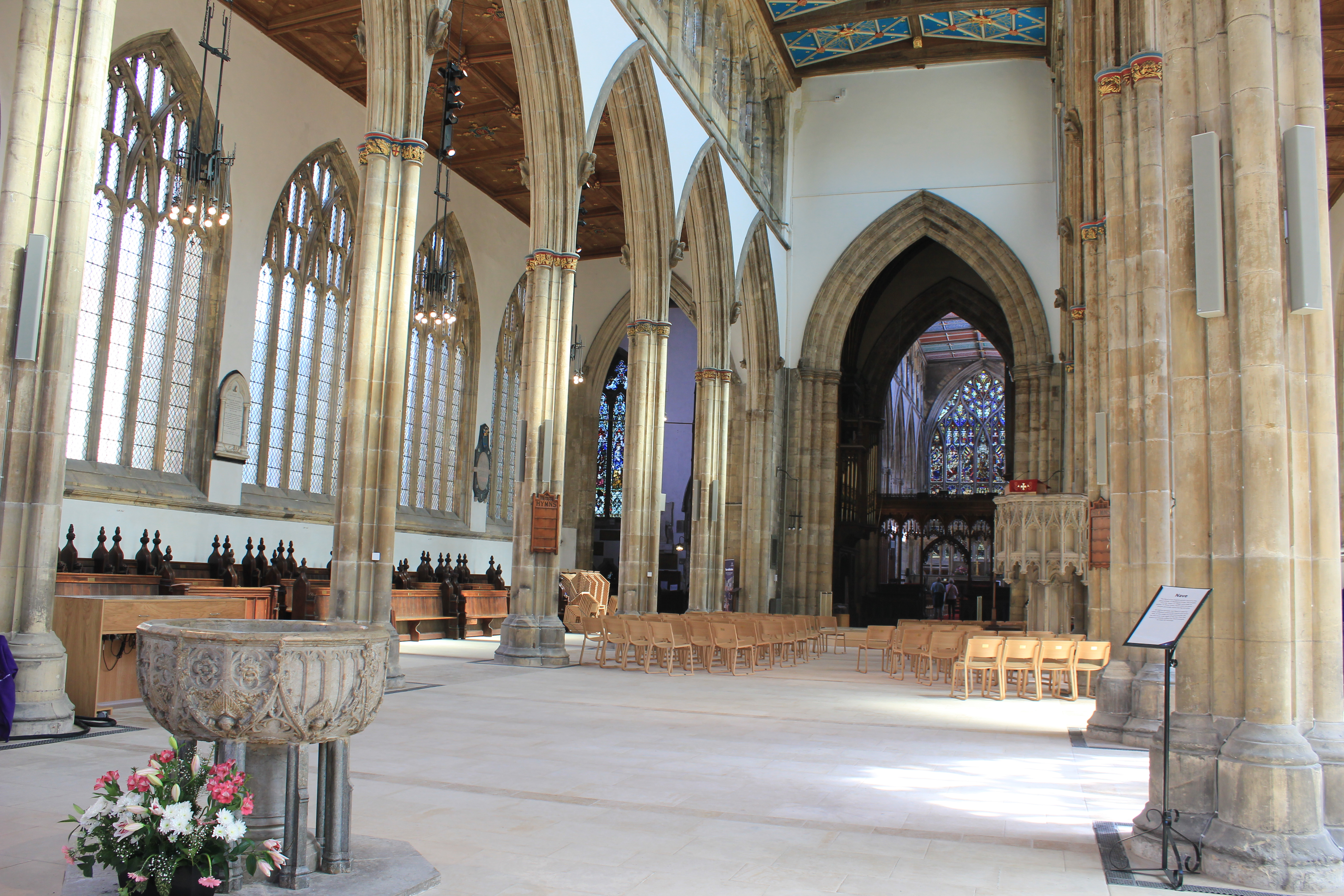
赫爾大教堂中殿
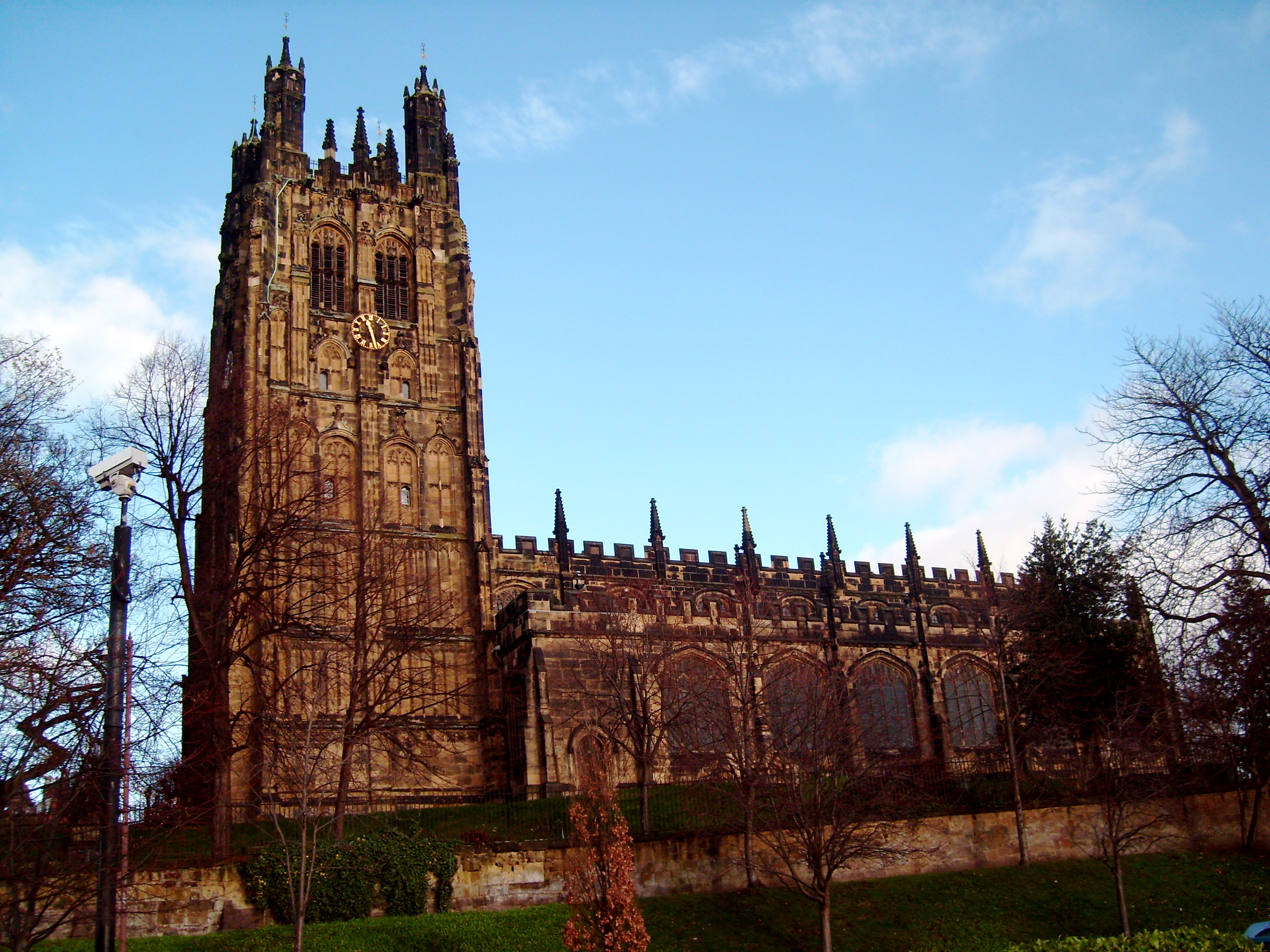
雷克斯汉姆聖吉爾教堂
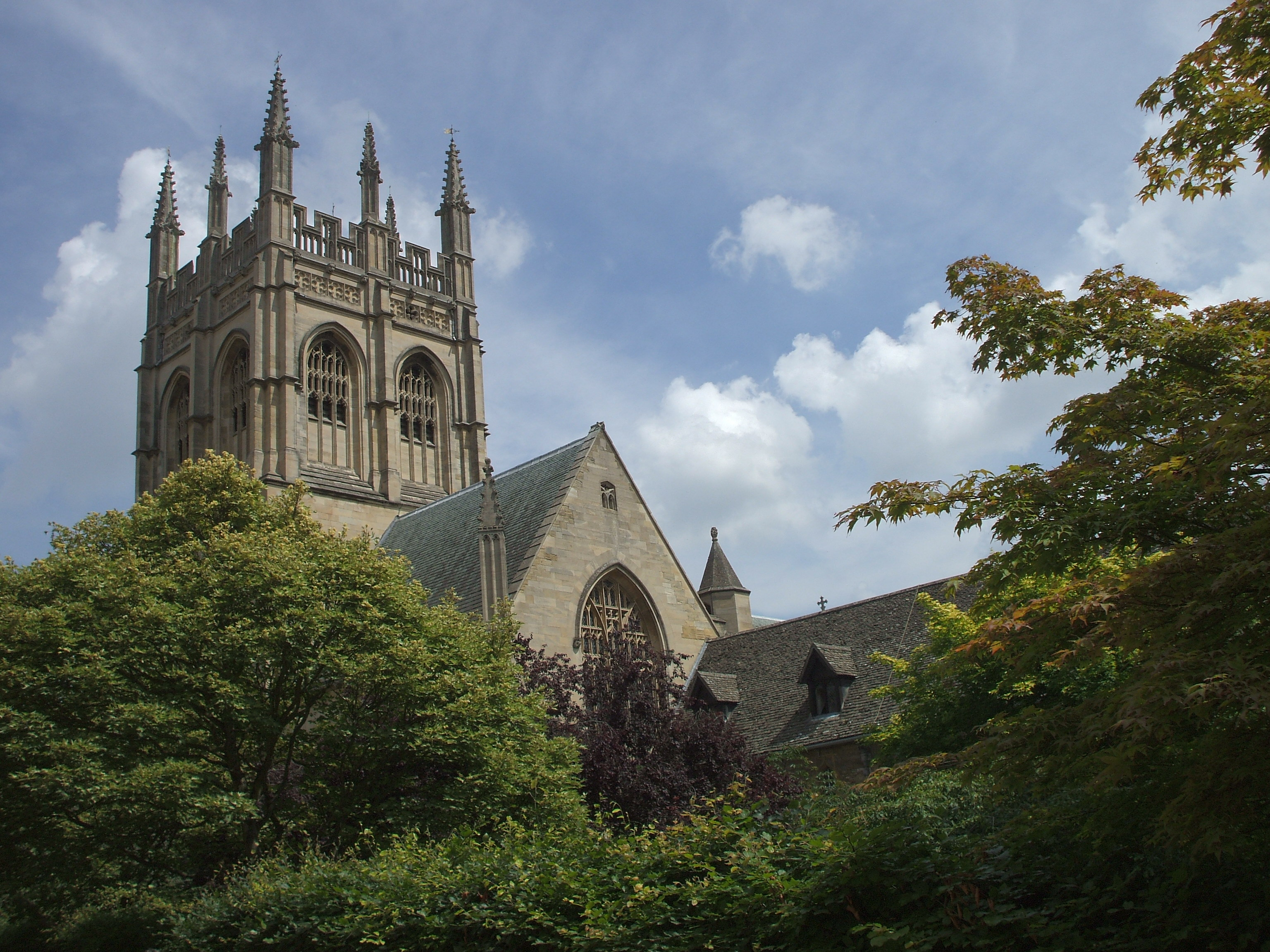
墨顿学院礼拜堂（英语：Merton College Chapel）塔楼
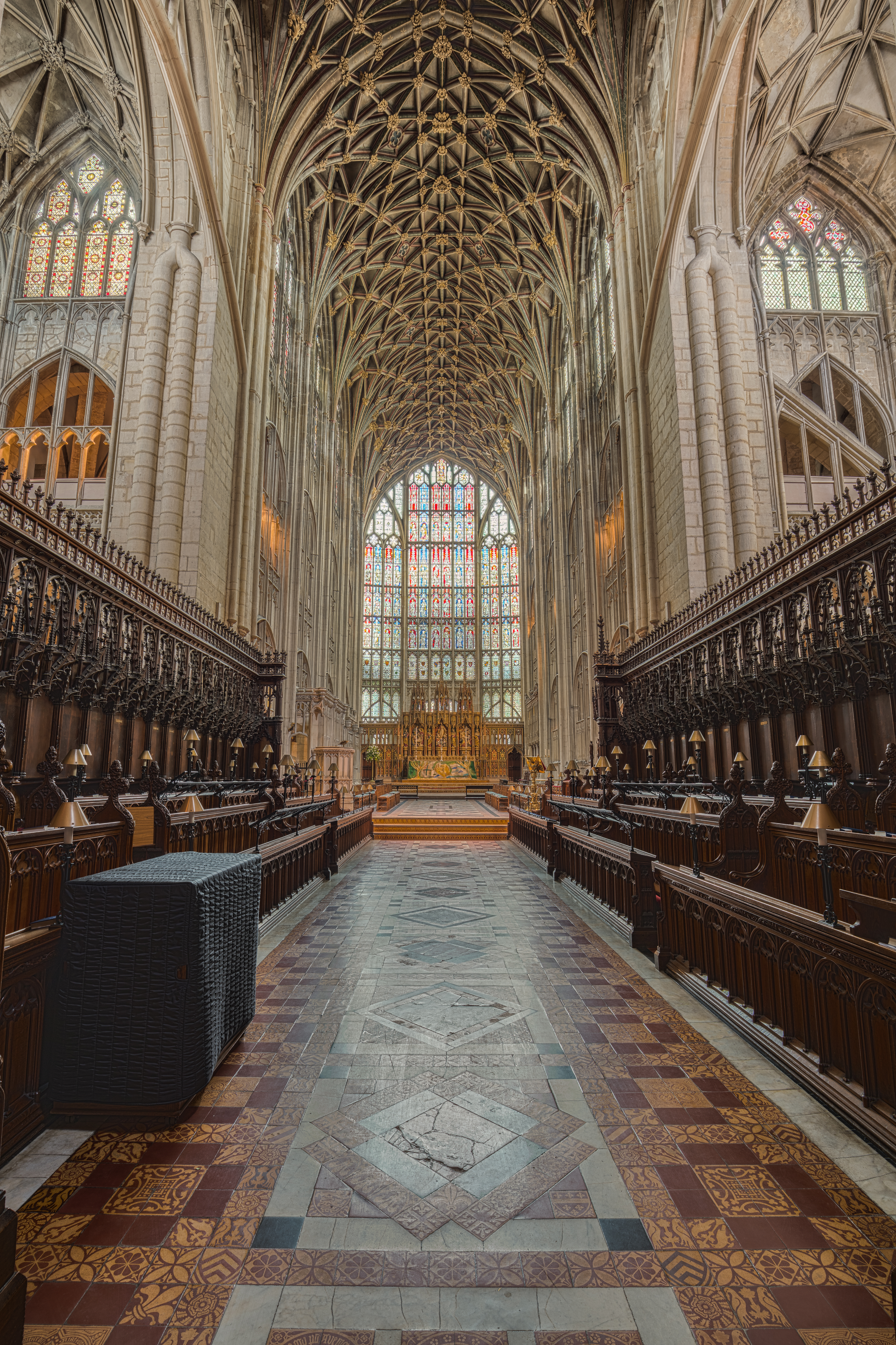
格洛斯特座堂唱诗厅、圣所
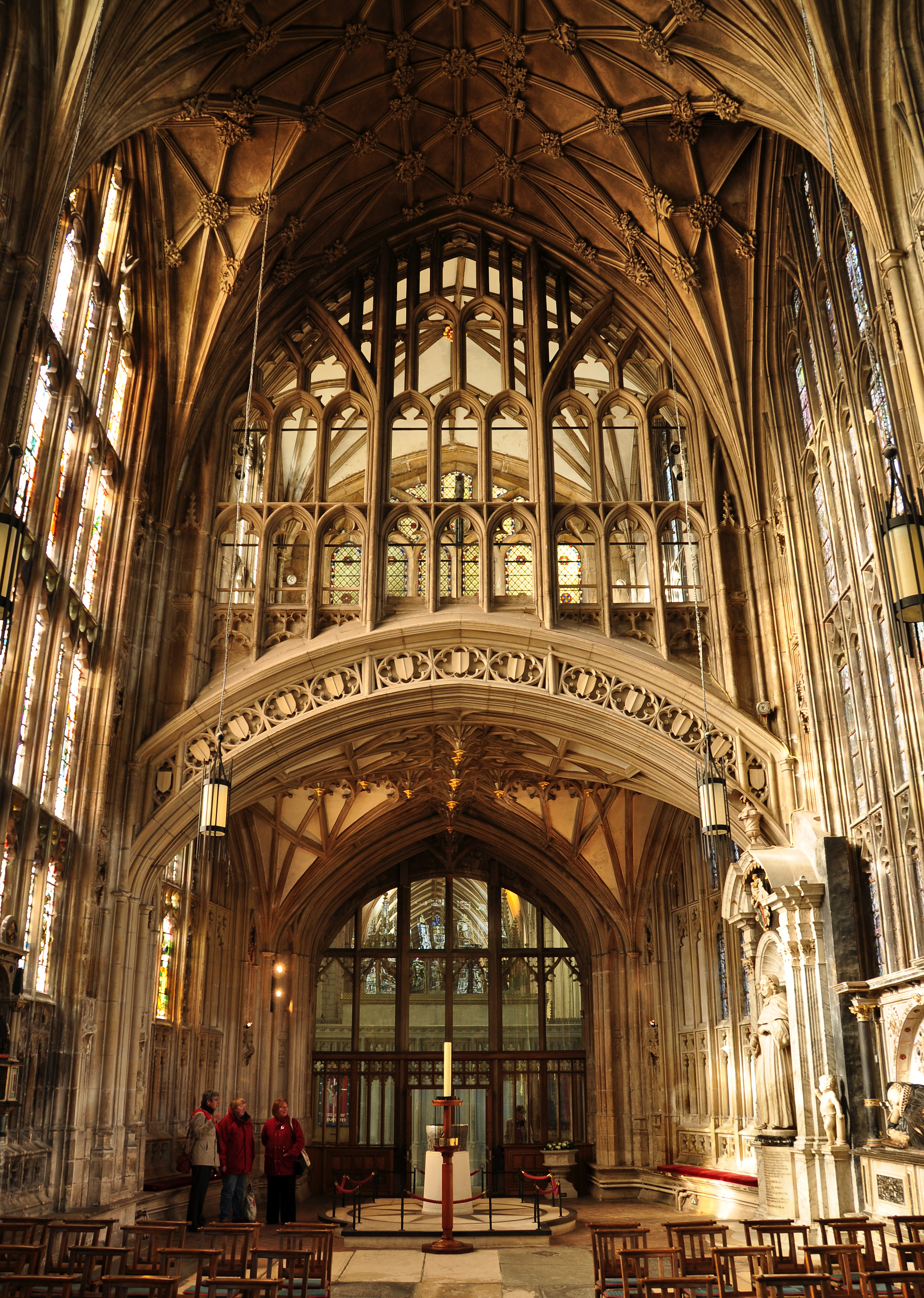
格洛斯特座堂圣母礼拜堂
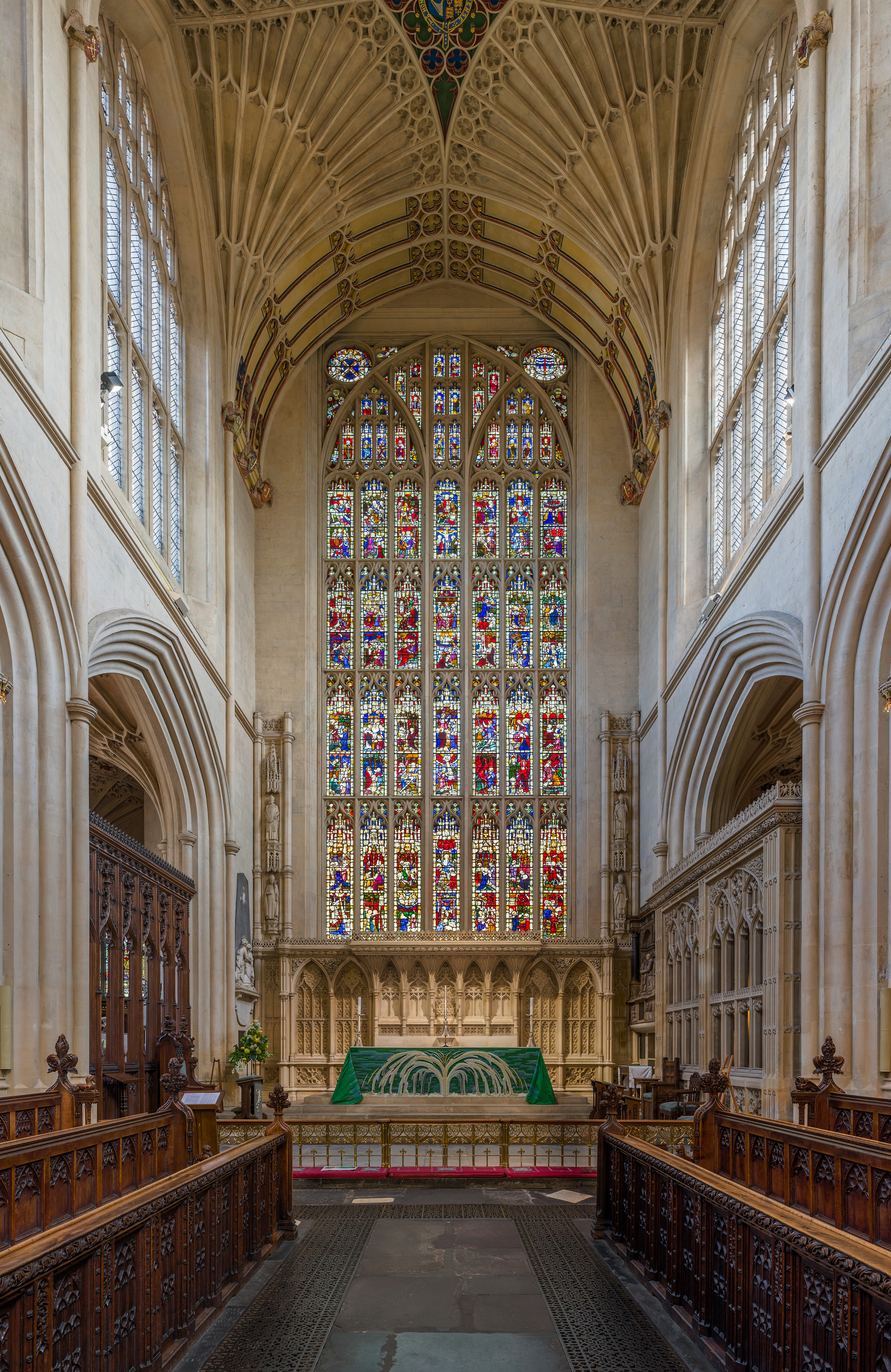
巴斯修道院圣所
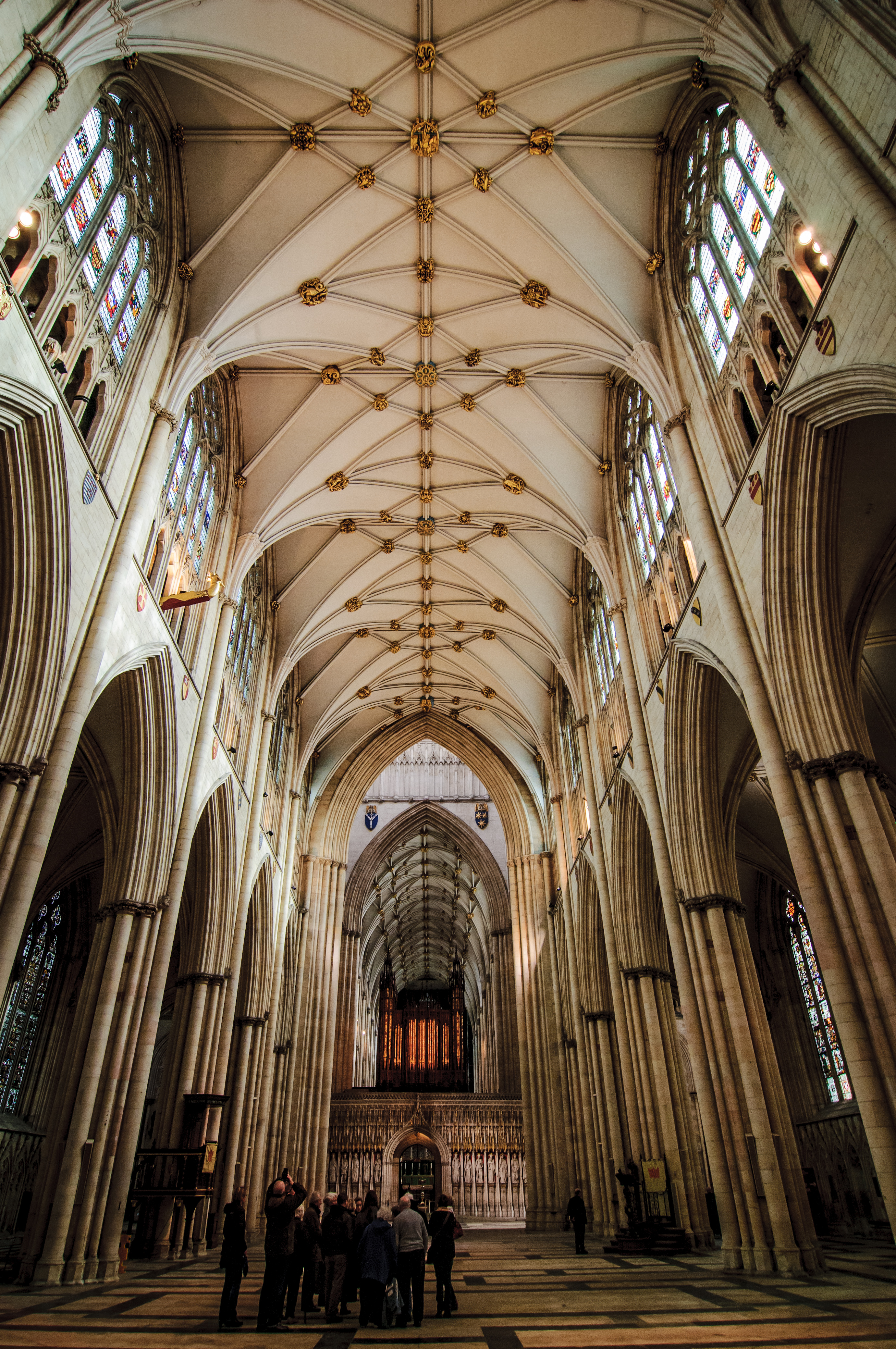
約克座堂圣所
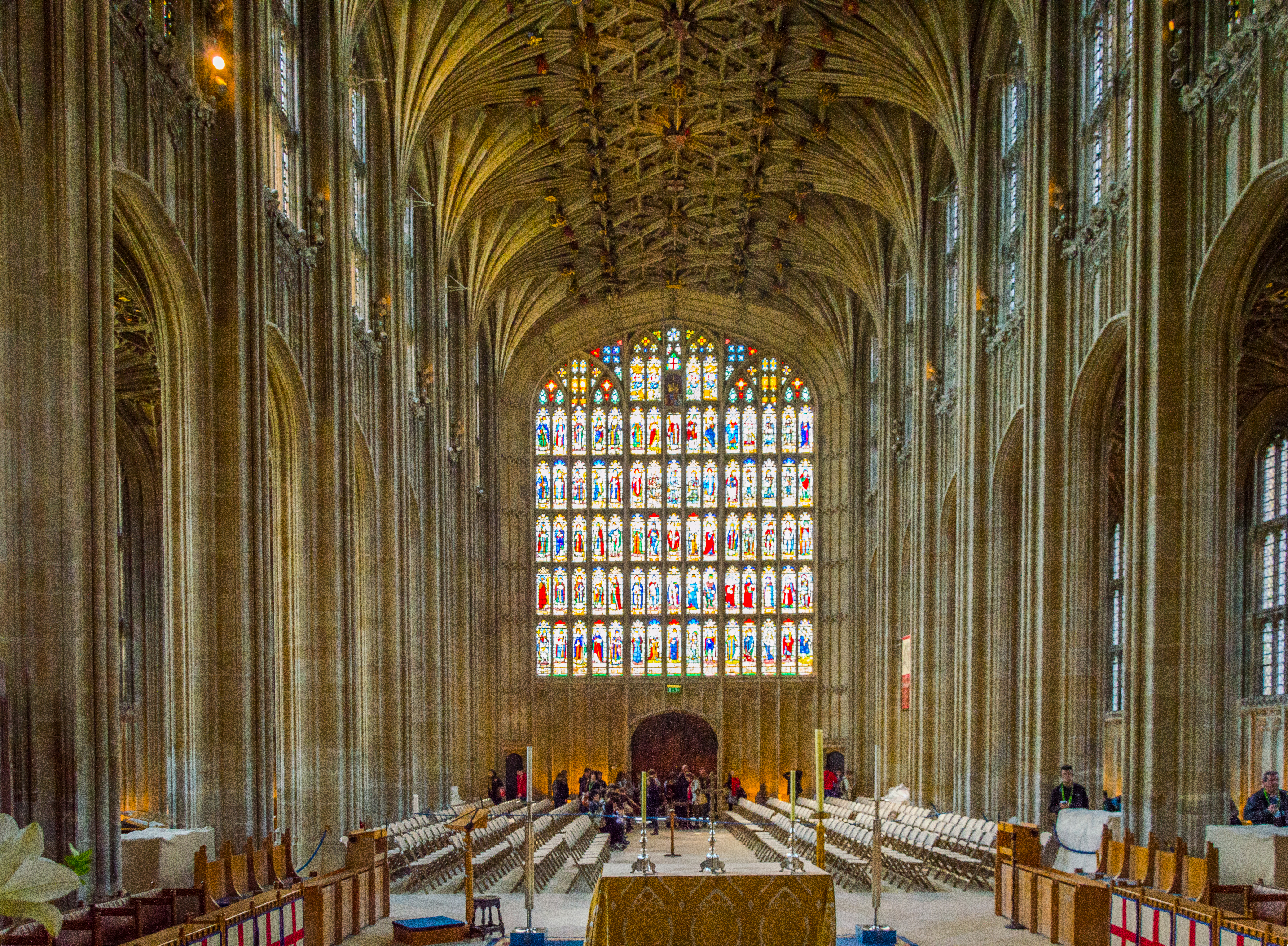
温莎城堡圣乔治礼拜堂，西窗
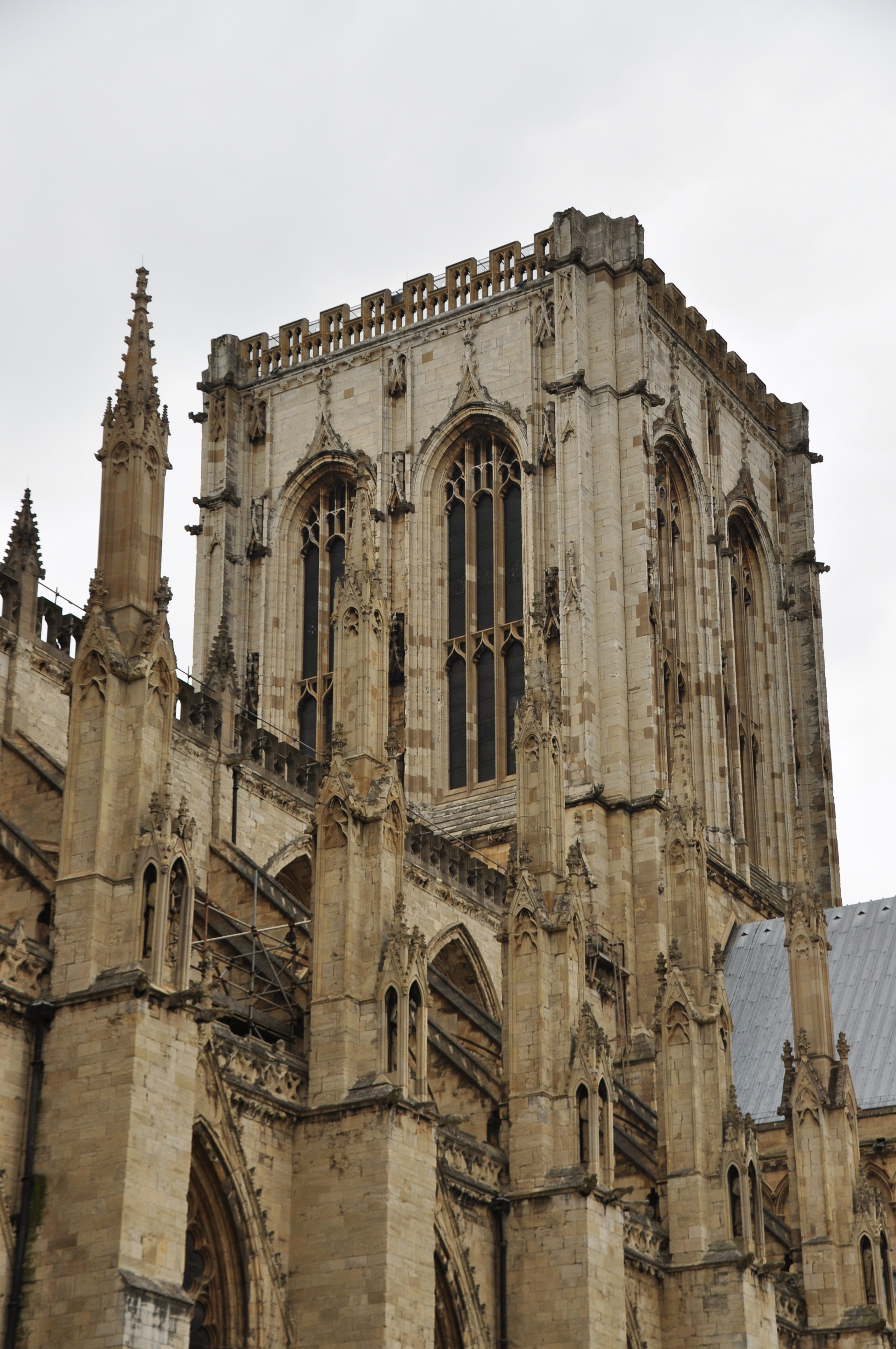
約克座堂交叉塔楼
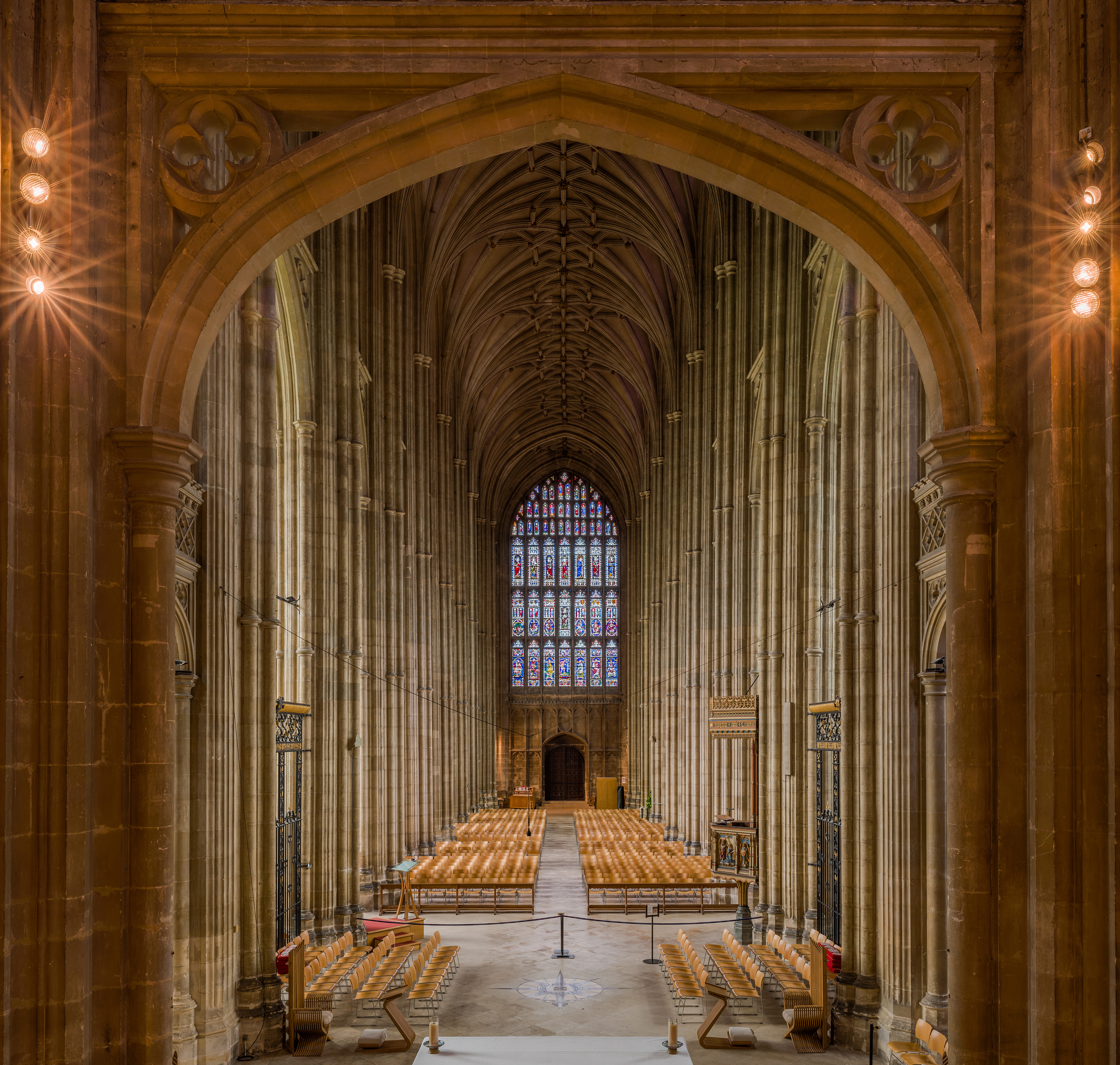
坎特伯雷座堂中殿
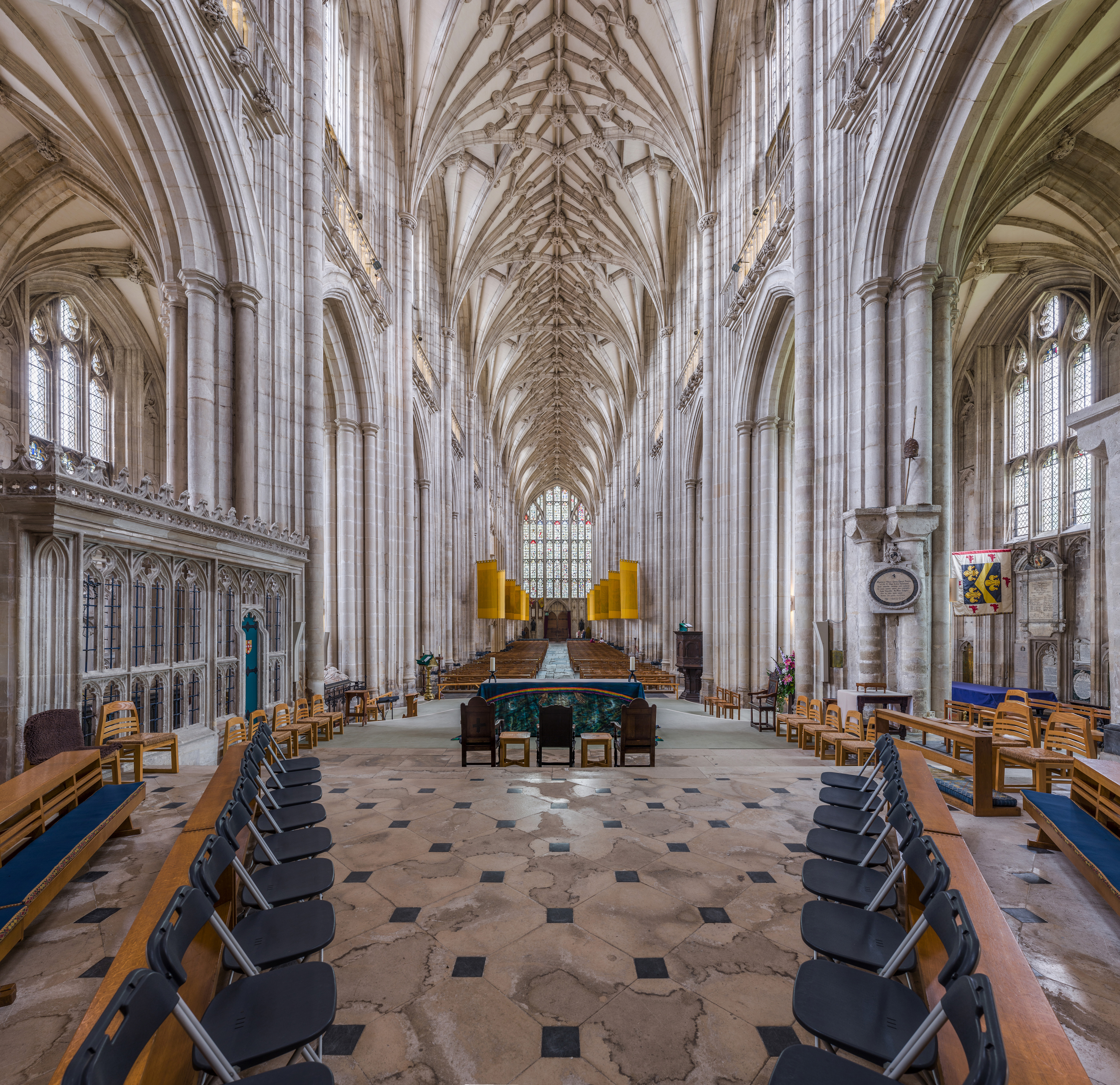
溫徹斯特座堂中殿
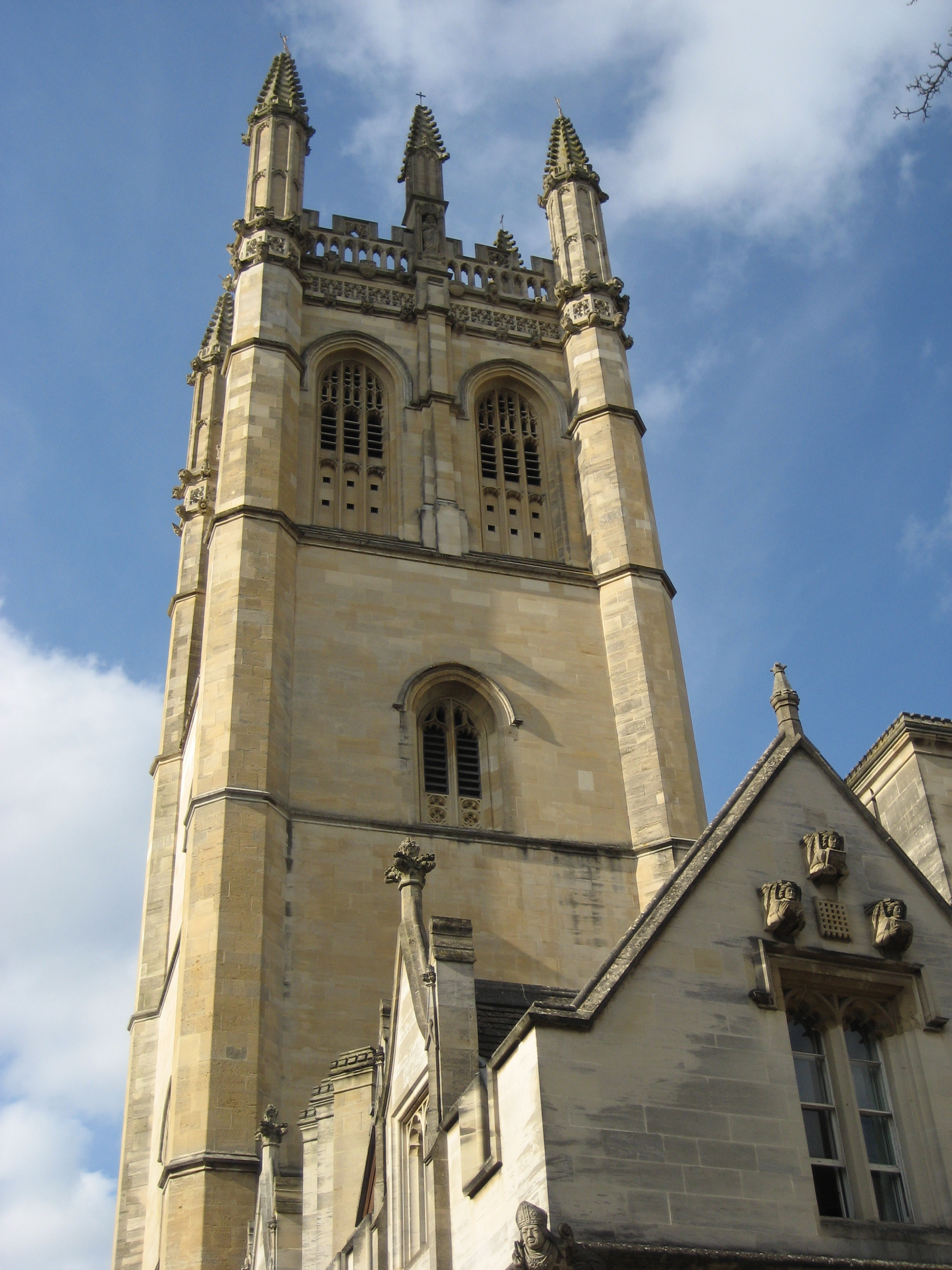
牛津大学莫德林学院莫德林塔（英语：Magdalen Tower）
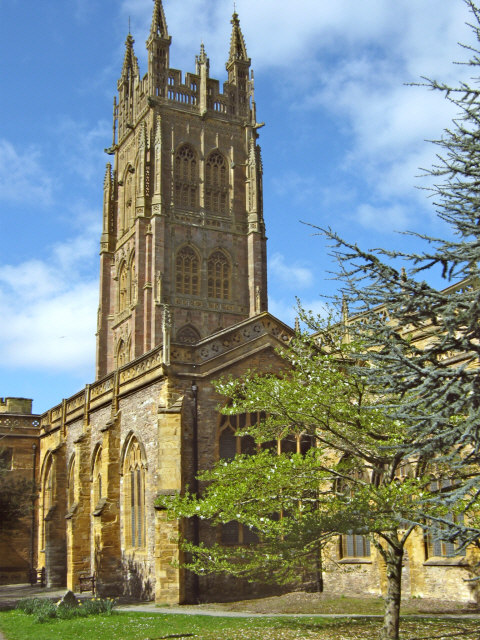
湯頓抹大拉的馬利亞教堂
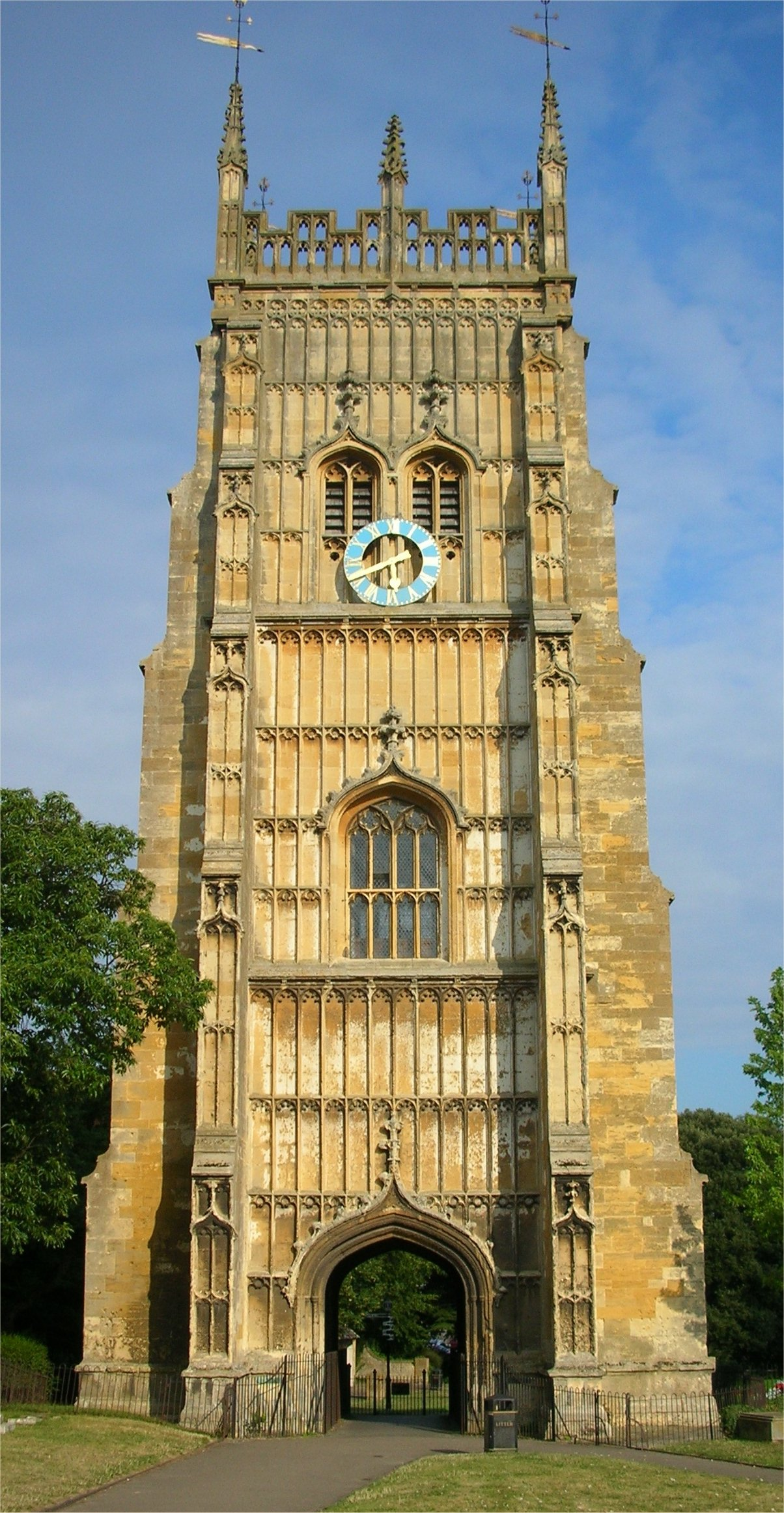
伊夫舍姆修道院（英语：Evesham Abbey）钟楼
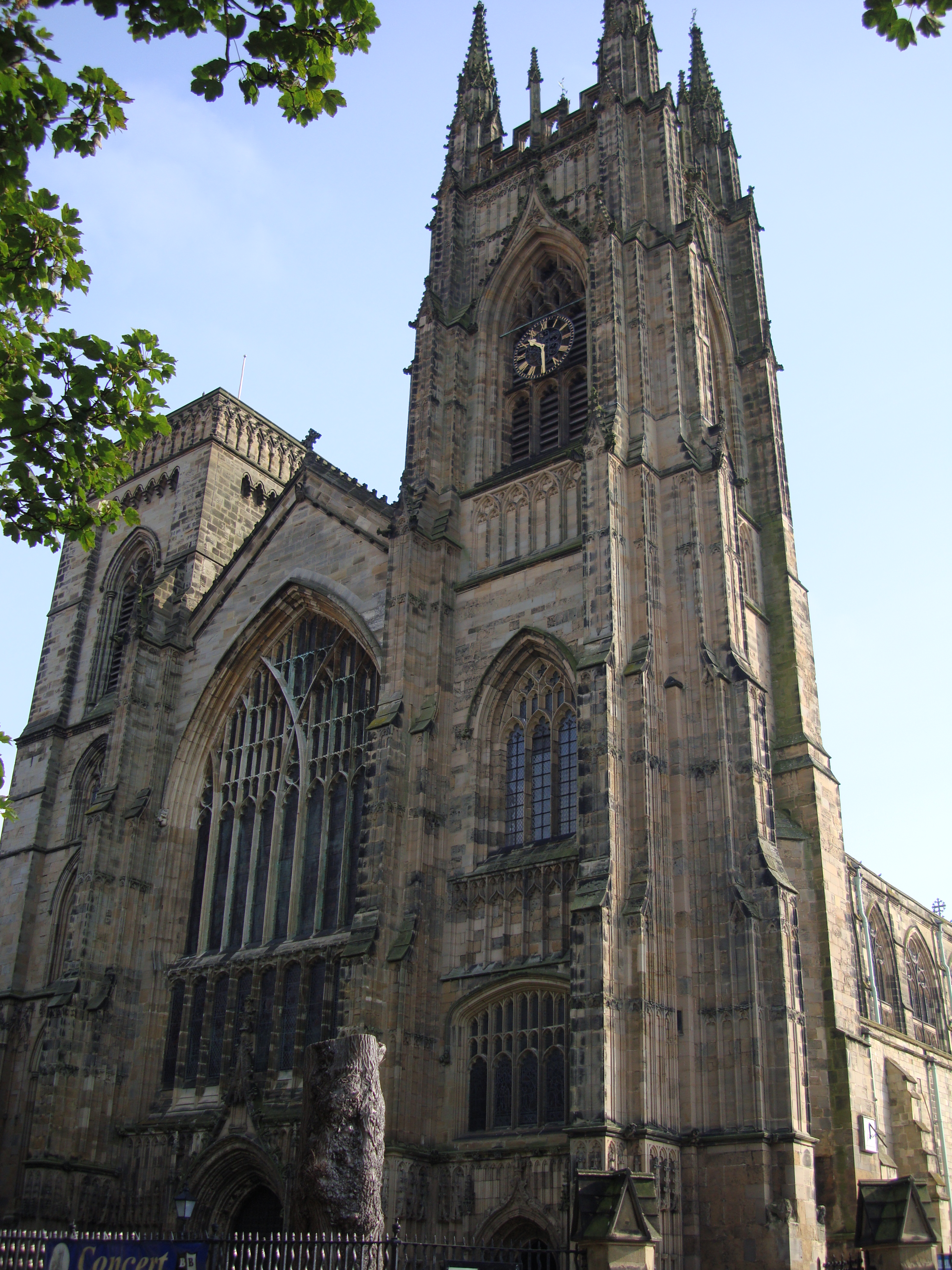
布里德靈頓小修道院西立面
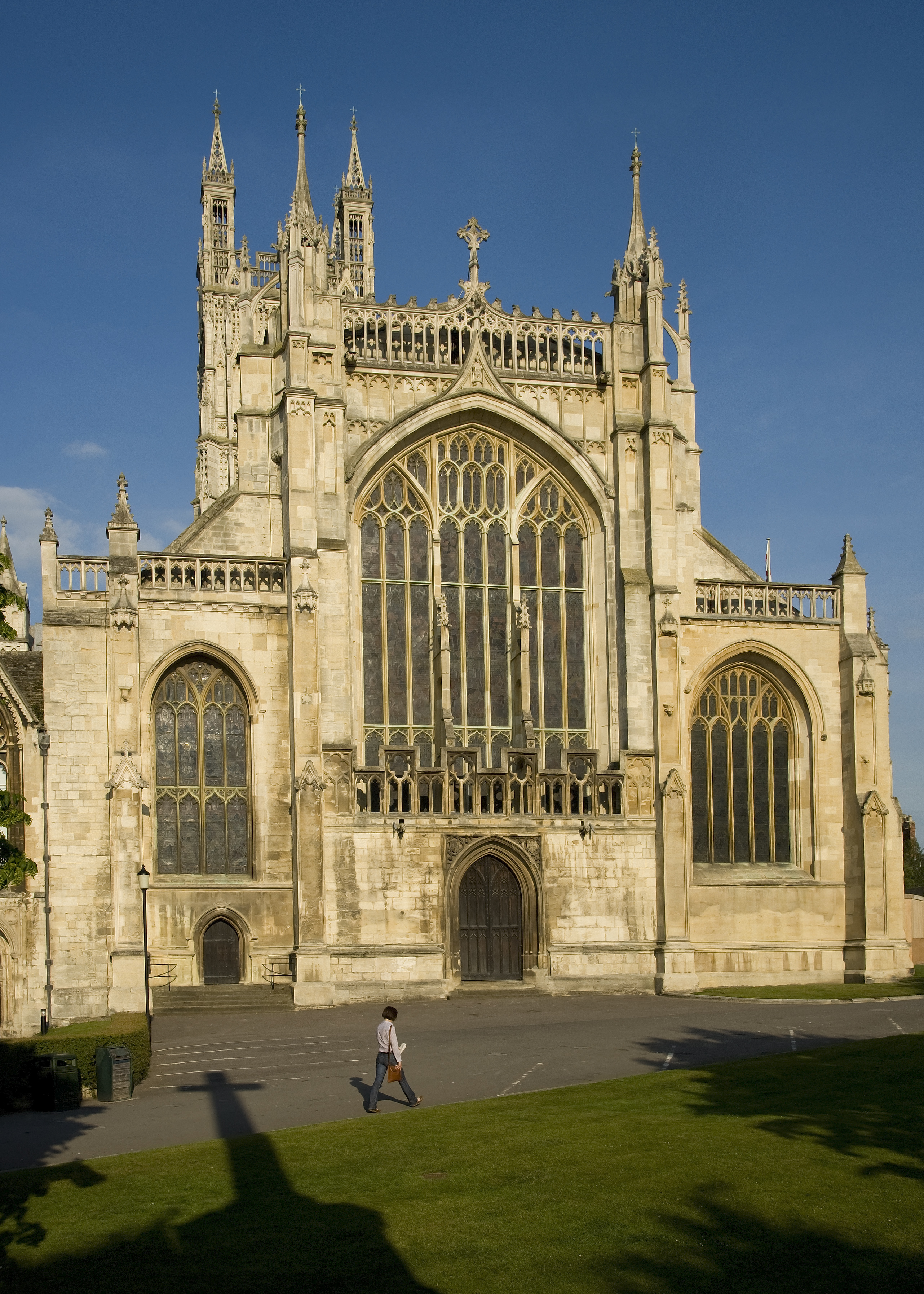
格洛斯特座堂东立面（1331–1350），四心拱结构窗
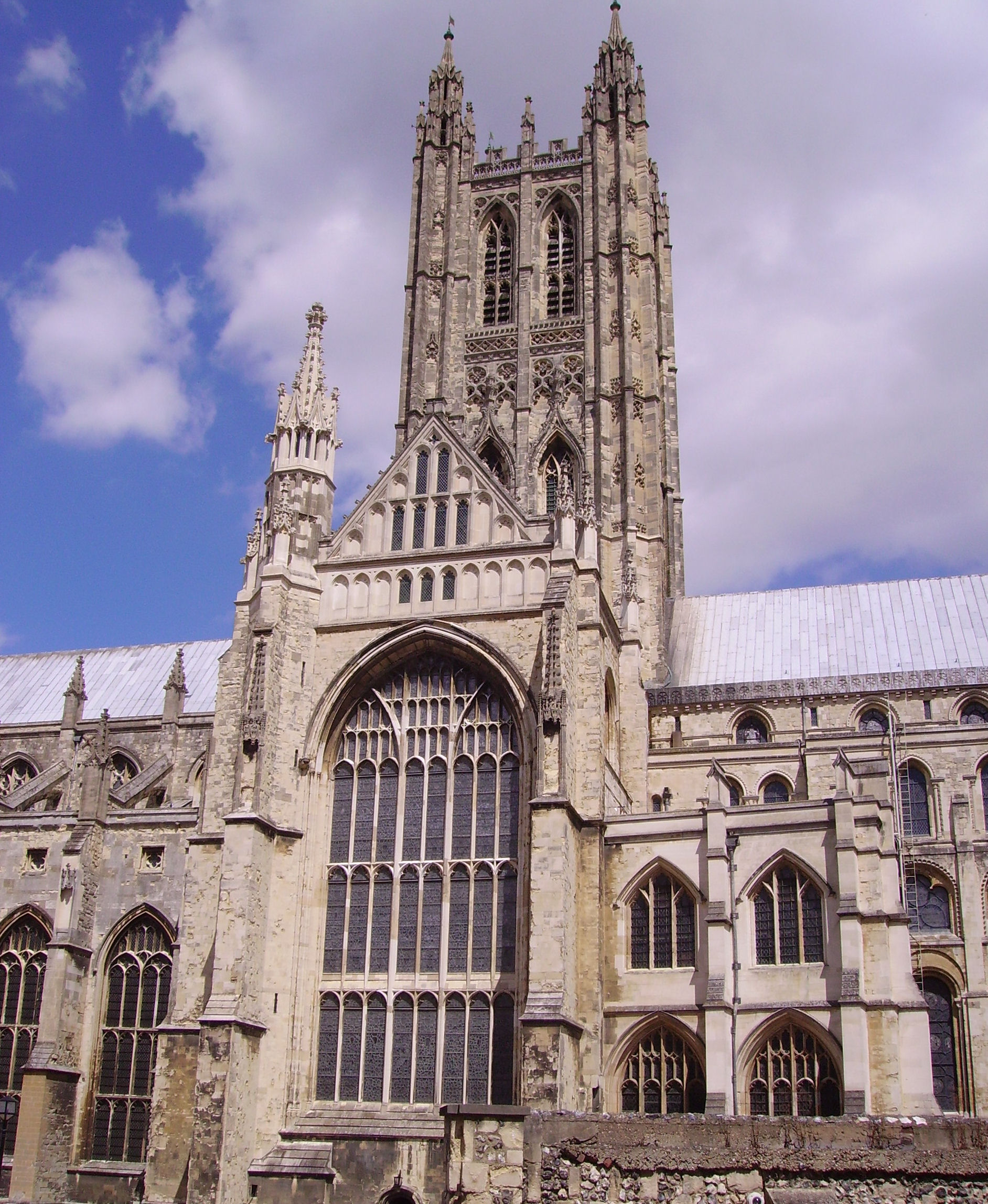
坎特伯雷座堂交叉塔楼、翼廊
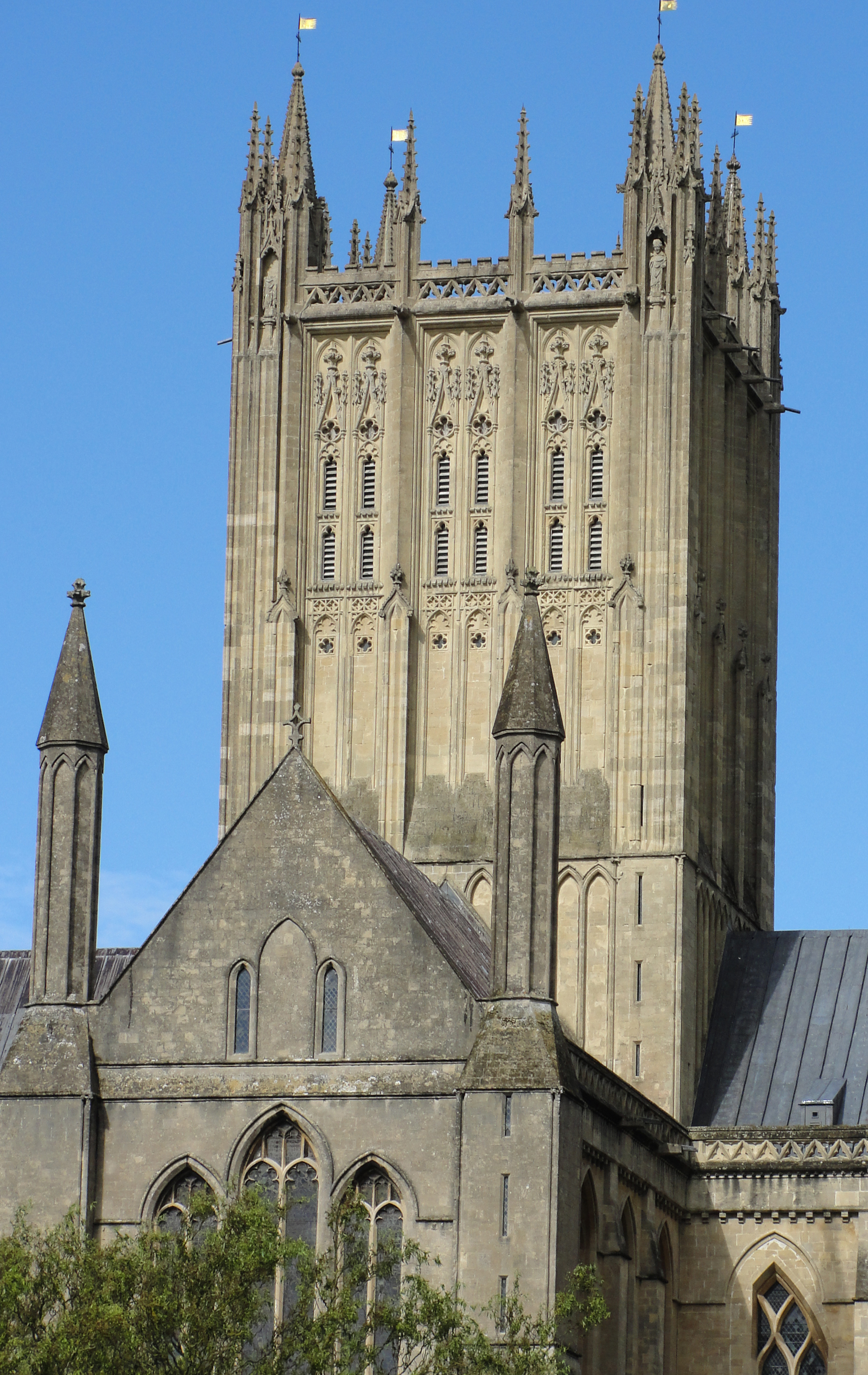
韋爾斯座堂交叉塔楼
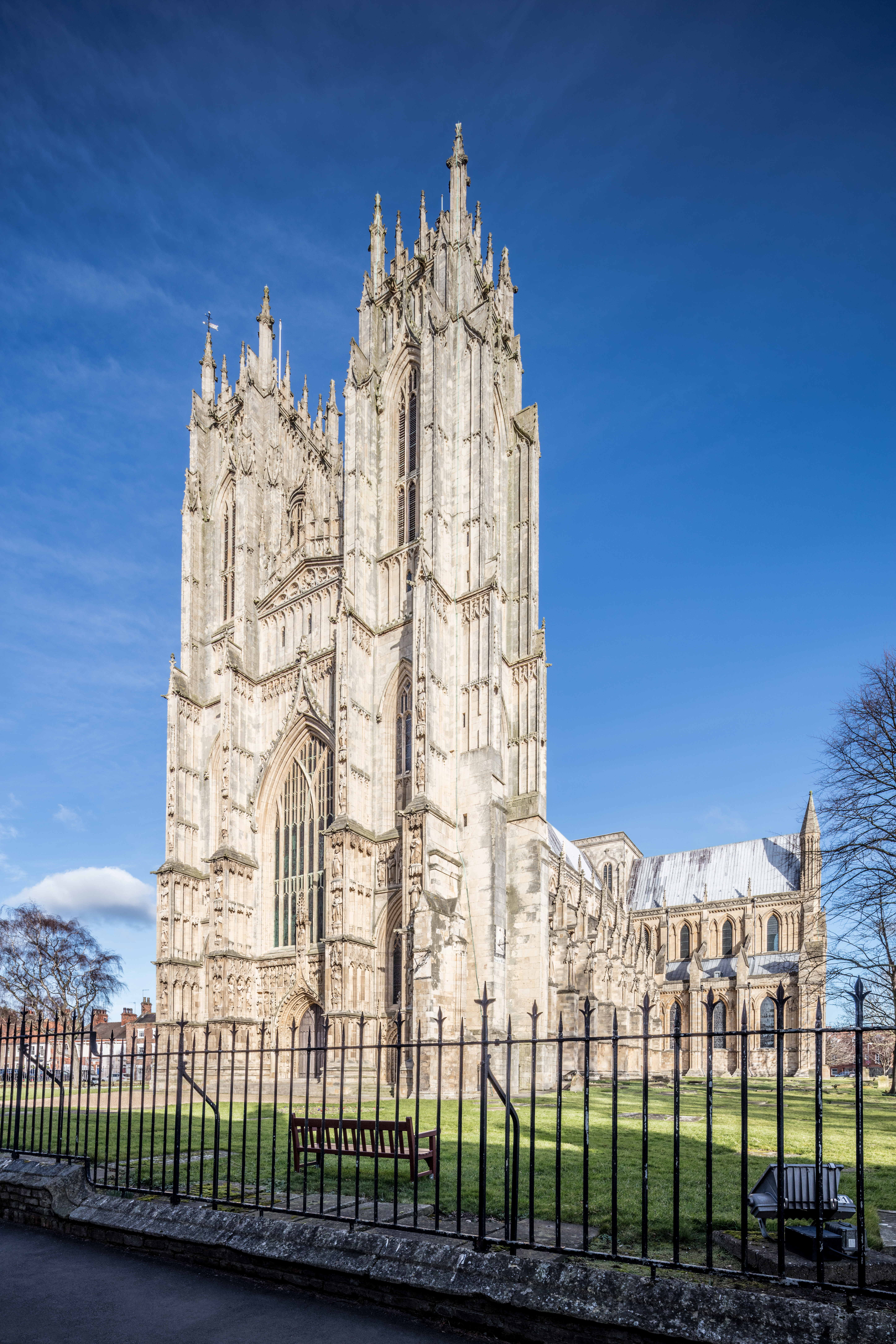
貝弗利大教堂西立面
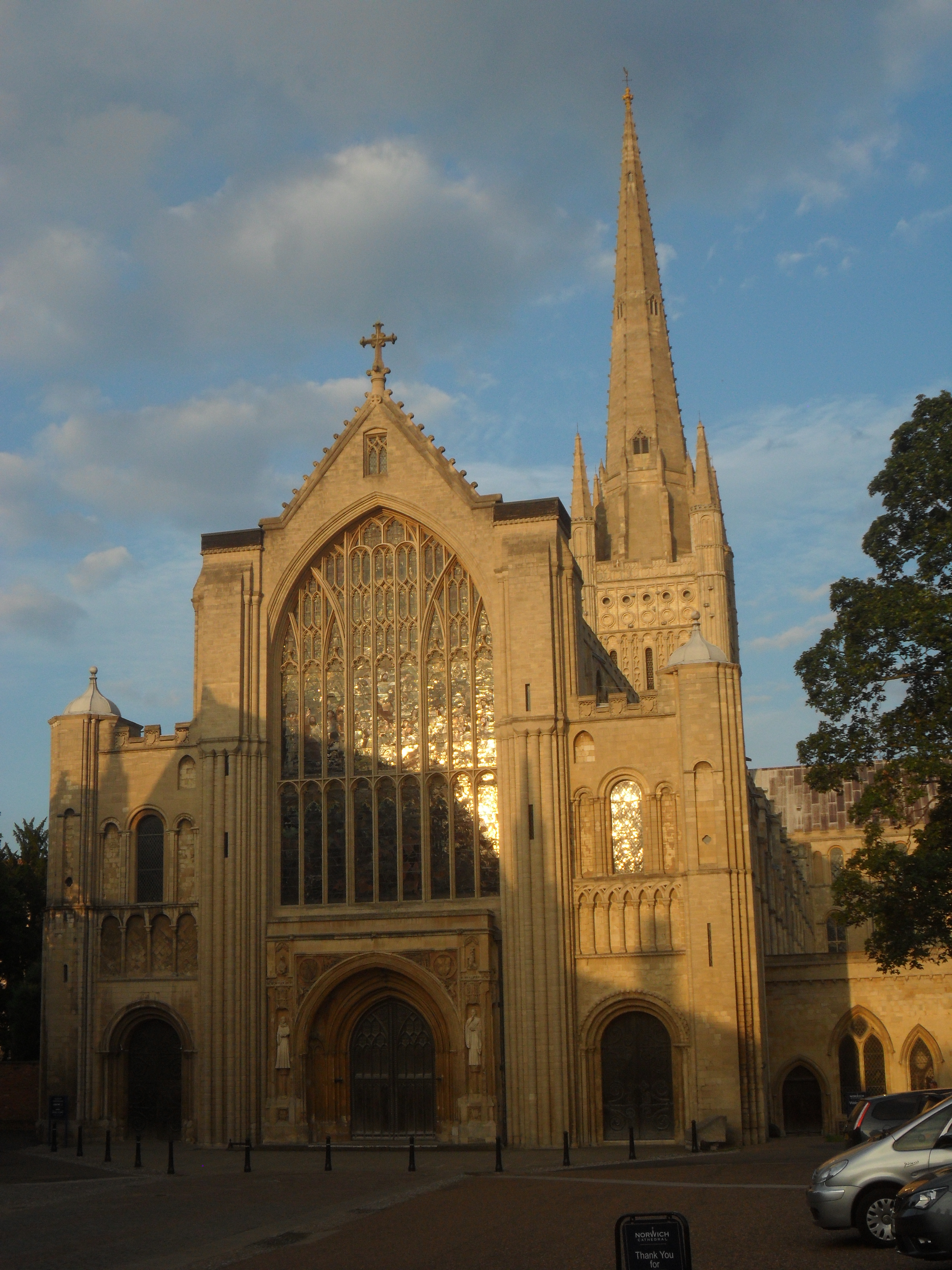
诺里奇座堂尖塔、西窗
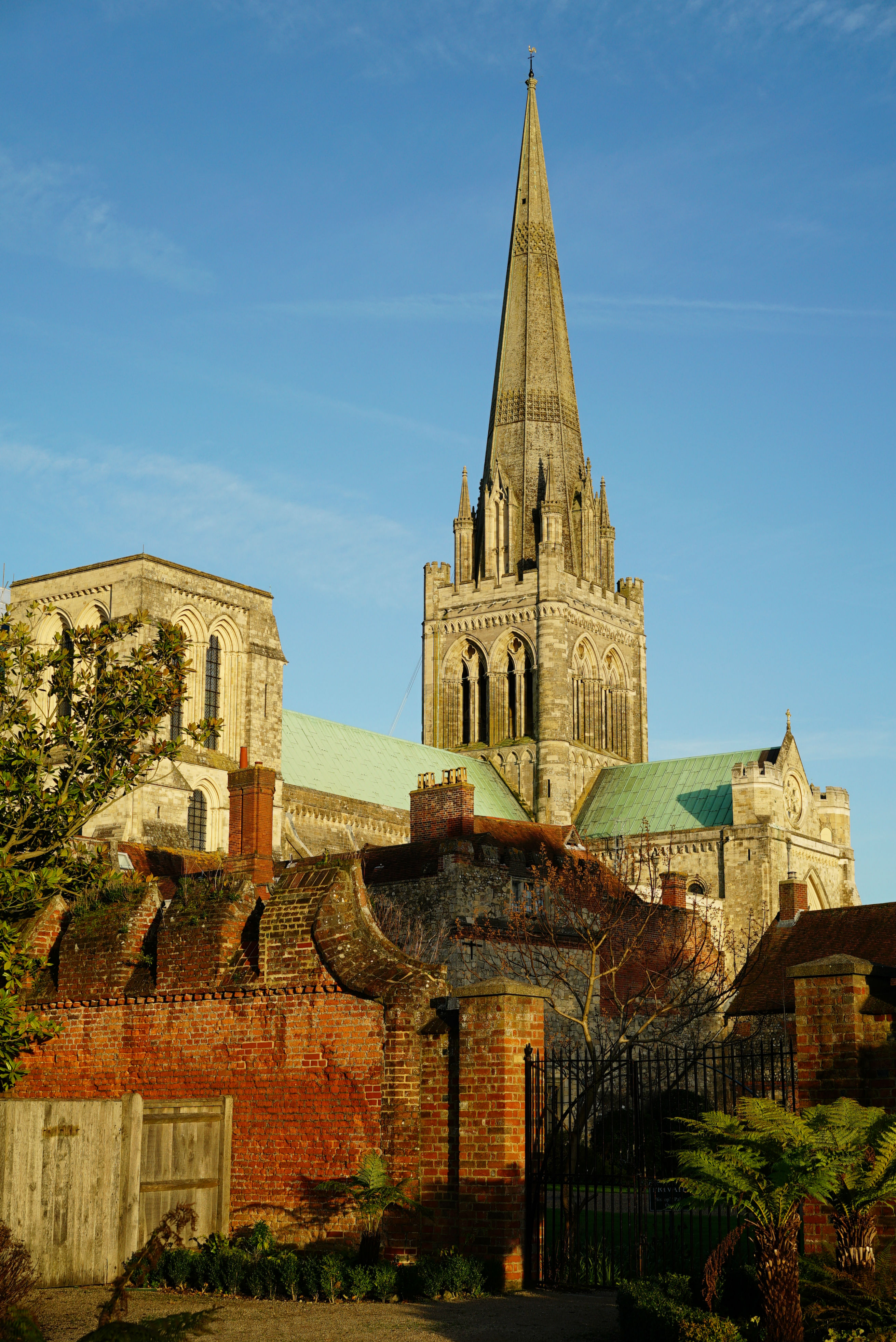
奇徹斯特座堂尖塔

### 书目
- Bechmann, Roland. . Paris: Payot. 2017. ISBN 978-2-228-90651-7 （法语）.
- Ducher, Robert. . Paris: Flammarion. 1988. ISBN 2-08-011539-1 （法语）.
- Harvey, John. . Batsford. 1961. OCLC 2437034 （英语）.
- Harvey, John. . London: Batsford. 1978. ISBN 0-7134-1610-6 （英语）.
- Smith, A. Freeman. . T. Fisher Unwin（英语：T. Fisher Unwin）. 1922 （英语）.
- Martin, G. H.; Highfield, J. R. L. . Oxford: Oxford University Press. 1997. ISBN 0-19-920183-8 （英语）.
- Watkin, David. . Barrie and Jenkins. 1986. ISBN 0-7126-1279-3 （英语）.